# Stadsschouwburg Amsterdam
De Stadsschouwburg Amsterdam (SSBA) is een theatergebouw aan het Leidseplein in Amsterdam en tevens de naam van enkele inmiddels verdwenen hoofdstedelijke schouwburgen aan de Keizersgracht en het Leidseplein. Het huidige gebouw dateert uit 1894 en is sinds 1982 een rijksmonument. Hoofdbespeler van de Stadsschouwburg is Toneelgroep Amsterdam. Per 1 januari 2018 vormen beide instellingen één organisatie, onder de naam ITA (Internationaal Theater Amsterdam).

## Geschiedenis

### De Rederijkerskamers

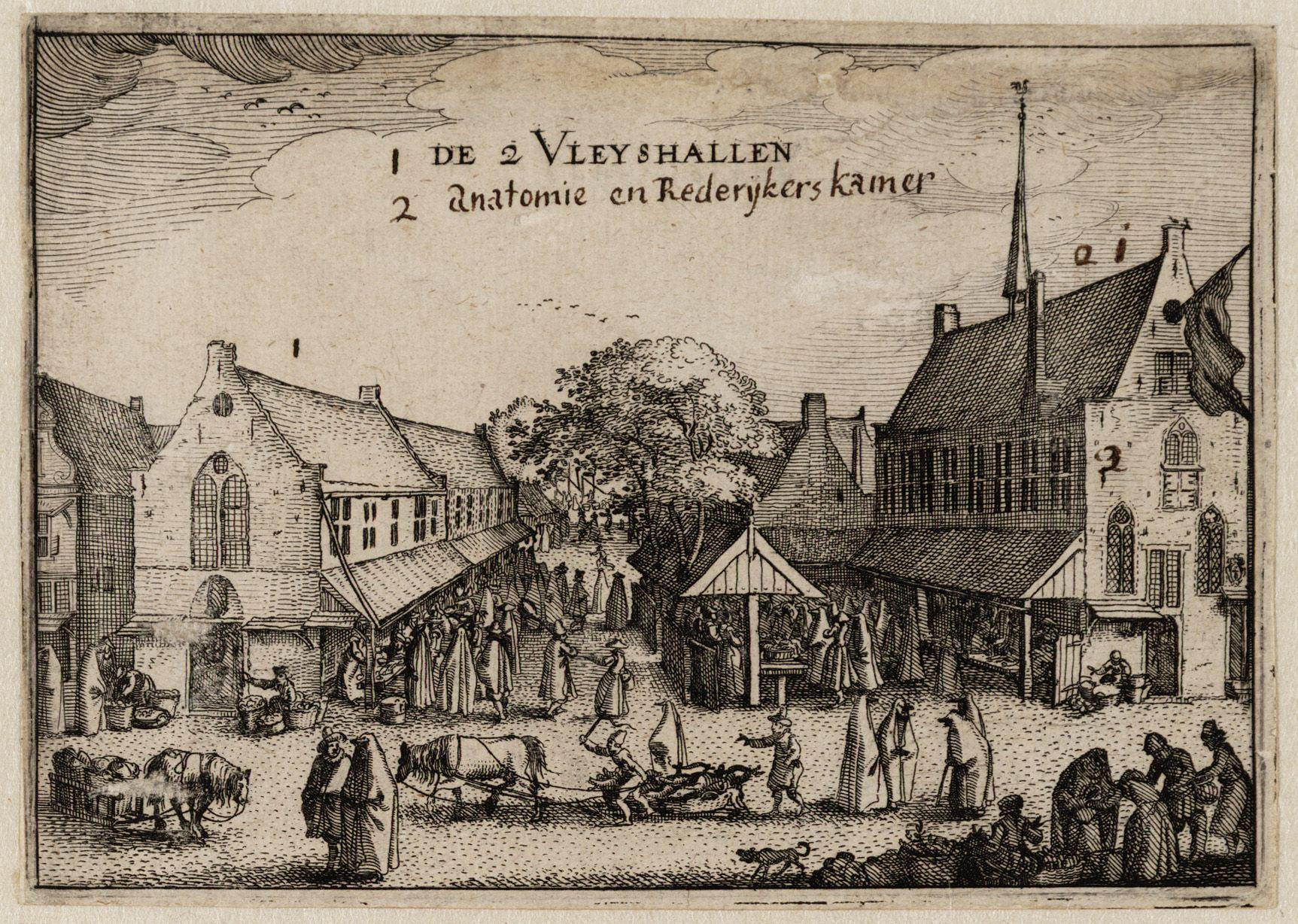
Grote en Kleine Vleeshal, Nes, Amsterdam

De eerste rederijkers verschenen tegen het einde van de 15e eeuw in Amsterdam. In de 16e eeuw organiseerden de rederijkers zich in zogenaamde rederijkerskamers, die men zou kunnen vergelijken met amateur theatergezelschappen. Zij stonden met hun liefde voor poëzie en retorica aan de wieg van het hedendaagse toneel.
Er waren destijds geen permanente theatergebouwen in Amsterdam. Men trad op in openbare ruimtes of op tijdelijke podia, of vanaf karren (bij processies). In Amsterdam ontstonden de rederijkerskamers De Eglantier, met als devies "In Liefde Bloeyende", en 't Wit Lavendel. De laatste werd ook wel de Brabantsche Kamer genoemd, vanwege de voornamelijk Brabantse en Vlaamse leden. Leden van beide rederijkerskamers kwamen samen op de zolder van de voormalige kapel van het Margarethaklooster tussen de Nes en de Oudezijds Voorburgwal, die na de Alteratie in 1578 in gebruik was als vleeshal. Tegenwoordig is hier het Vlaams Cultuurhuis de Brakke Grond.

### De Academie aan de Keizersgracht (1617-1637)
In 1617 verlieten toneelschrijvers Samuel Coster en Bredero met hun aanhang de rederijkerskamer In Liefde Bloeyende en stichtten de Duytsche Academie, een instelling die naar voorbeeld van Italiaanse academies uit die tijd de wetenschap zou populariseren door voordrachten in de landstaal. De Academie was gevestigd in een houten gebouw aan de Amsterdamse Keizersgracht ter hoogte van nummer 384.

### De Eerste Schouwburg aan de Keizersgracht (1637-1664)

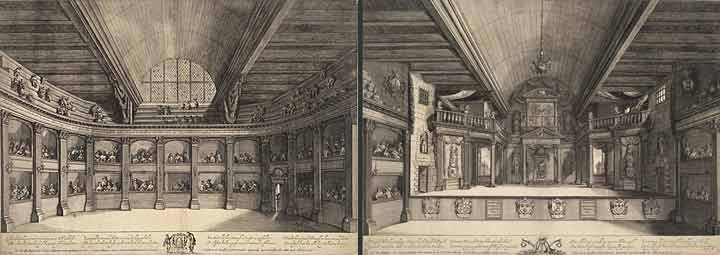
De Schouwburg van Van Campen, ca 1658)

Al snel werd de Nederduytsche Academie te klein. In het almaar groeiende Amsterdam ontstond de behoefte aan een permanent gebouw voor theatervoorstellingen. Men besloot de Academie plaats te laten maken voor de eerste stenen stadsschouwburg. Het theater werd door architect Jacob van Campen, later bekend van onder meer het Paleis op de Dam, ontworpen en kon december 1637 worden geopend. De kosten voor de bouw bedroegen 30.138 gulden.
De schouwburg zou op 26 december 1637 geopend worden met het speciaal daartoe geschreven toneelstuk Gijsbrecht van Aemstel van Vondel. Na protesten van de kerkenraad kon de schouwburg op 3 januari 1638 alsnog worden geopend.
Boven de poort van de schouwburg aan de Keizersgracht stond in de architraaf een vers van Vondel:
De weereld is een schouwtoneel, Elck speelt zijn rol en krijght zijn deel.
De poort is het enige deel van het gebouw van Van Campen dat nu nog bestaat.

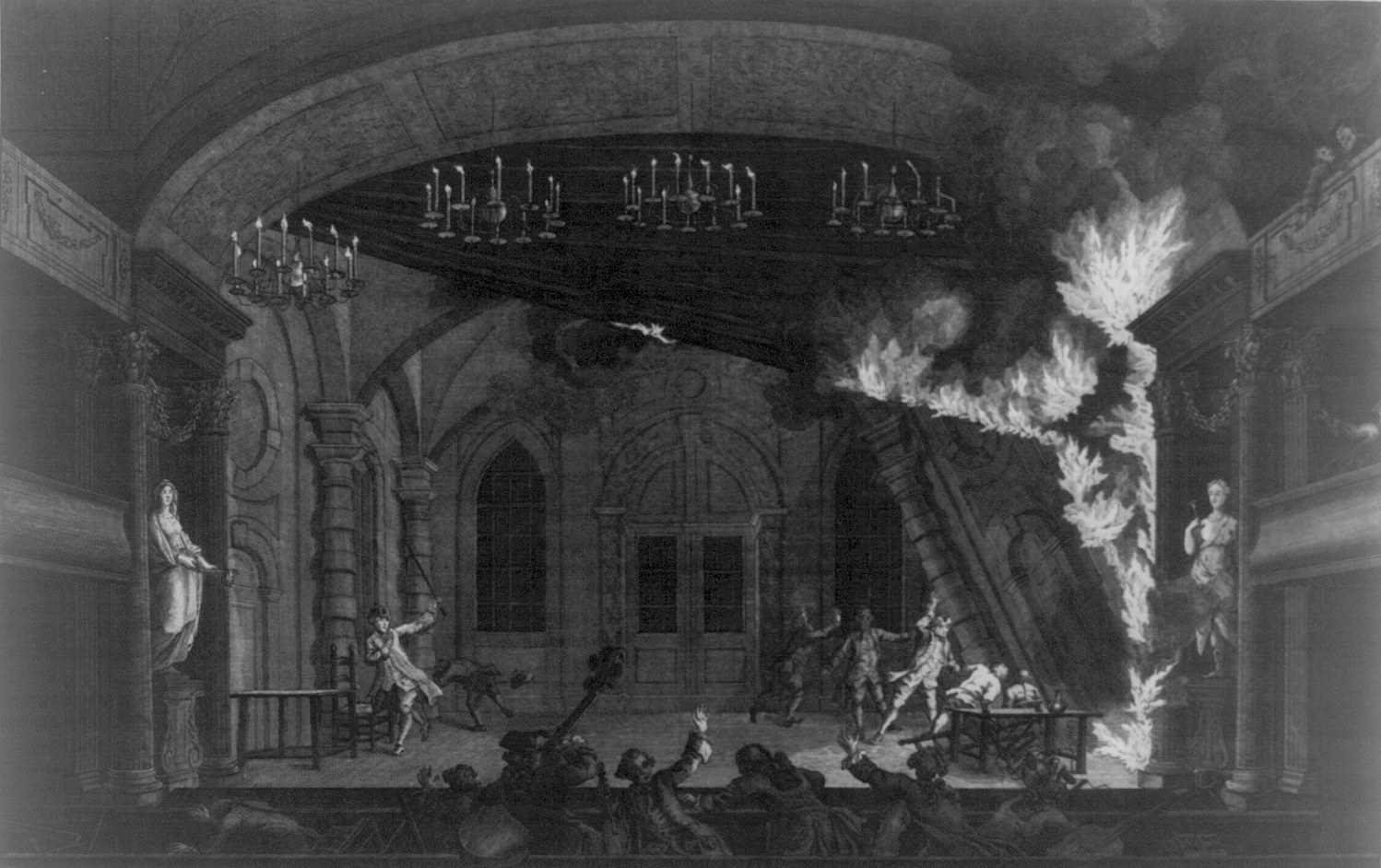
Schouwburgbrand aan de Keizersgracht, 1772

### De Nieuwe Schouwburg aan de Keizersgracht (1665-1772)
In 1664 werd de schouwburg van Van Campen ingrijpend verbouwd. Het gebouw werd uitgebroken, het toneel kwam op een andere plaats en er werd een stuk van de tuin bijgetrokken. Bovendien kwamen er beweegbare perspectivisch beschilderde decors, coulissen en ander "const- en vlieghwerk" De 'Nieuwe Schouwburg' was twee maal zo groot als de vorige, en werd op 26 mei 1665 geopend. Het gebouw werd regelmatig uitgebreid en aangepast.
Op 11 mei 1772 vatte het gebouw tijdens een voorstelling vlam, nadat een toneelknecht onvoorzichtig om was gegaan met de theaterbelichting, die in die tijd uit kaarsen bestond. De brand greep snel om zich heen, tastte 22 huizen in de omgeving aan, en was zo groot dat hij zelfs in Den Haag, Utrecht en op Texel kon worden gezien. Bij de brand kwamen 18 mensen om het leven, waaronder enkele zeer welgestelde Amsterdammers zoals stadsarchitect Cornelis Rauws die in de voorafgaande jaren het gebouw nog inwendig had verbouwd . Zo zou de omgekomen mevrouw Teixeira de Mattos die avond juwelen ter waarde van 20.000 gulden gedragen hebben.

### De eerste schouwburg op het Leidseplein (1774-1890)
Na de brand werd het perceel van de schouwburg aan de Keizersgracht verkocht. In 1774 opende een nieuwe schouwburg, ditmaal op het Leidseplein, in die dagen niet meer dan een wagenplein bij de Leidsepoort. Deze door Jacob Eduard de Witte, Rauws' opvolger als stadsbouwmeester, ontworpen schouwburg bestond uit een houten constructie en werd om die reden de "houten kast" genoemd. Tijdens de Franse tijd was de schouwburg enige tijd staatsinstelling, in 1795 omgedoopt tot Nationale Schouwburg, van 1807-14 Koninklijke Hollandsche Schouwburg. Ondanks de staatsbemoeienissen wordt de periode 1795-1820 gezien als een bloeitijd van het classicistische theater, met steracteurs als Johanna Wattier, Ward Bingley, Andries, Helena en Anna Maria Snoek, Theo Majofski, Geertruida Hilverdink en de balletdanseres Polly Cuninghame. Johanna Ziezenis-Wattier speelde in 1811, bij het bezoek van Napoleon Bonaparte, de rol van Phaedra in de gelijknamige Griekse tragedie. Zowel de keizer als Wattiers tegenspeler, de Franse steracteur François-Joseph Talma, waren zeer onder de indruk van haar spel.
Nadat de stad Amsterdam in 1826 de exploitatie zelf ter hand had genomen, ging het bergafwaarts met de schouwburg. Geleidelijk werden "serieuze" toneelstukken (treurspelen) vervangen door lichtvoetige komedies en vaudeville. De schrijver Alberdingk Thijm noemde de schouwburg rond het midden van de 19e eeuw een "vergaarbak van het vuilste draf der uitheemsche literaturen" en een "dampenden modderpoel" waarvan geen kunstgenot verwacht kon worden. Ook nadat de gemeente de exploitatie in 1859 uit handen had gegeven, bleef de kritiek op het lage niveau aanhouden. Pas in het laatste kwart van de eeuw kwam er een nieuwe opleving met steracteurs als Louis Bouwmeester, Theo Mann-Bouwmeester, Willem Royaards en Esther de Boer-van Rijk.
In 1872 vierde de als tijdelijk bedoelde "houten kast" op het Leidseplein haar eeuwfeest. Het brandgevaarlijke gebouw werd in 1874 ingrijpend verbouwd en van stenen buitenmuren voorzien. De façade aan het Leidseplein kreeg een imposant portico in neoclassicistische stijl. Ondanks de gedeeltelijke verstening brandde ook dit gebouw op 20 februari 1890 volledig uit. Bij deze brand vielen geen slachtoffers, maar vrijwel het gehele archief, de bibliotheek, de decors, de kostuums en rekwisieten waren verloren gegaan. Van het gebouw zelf bleven slechts geblakerde muren over.

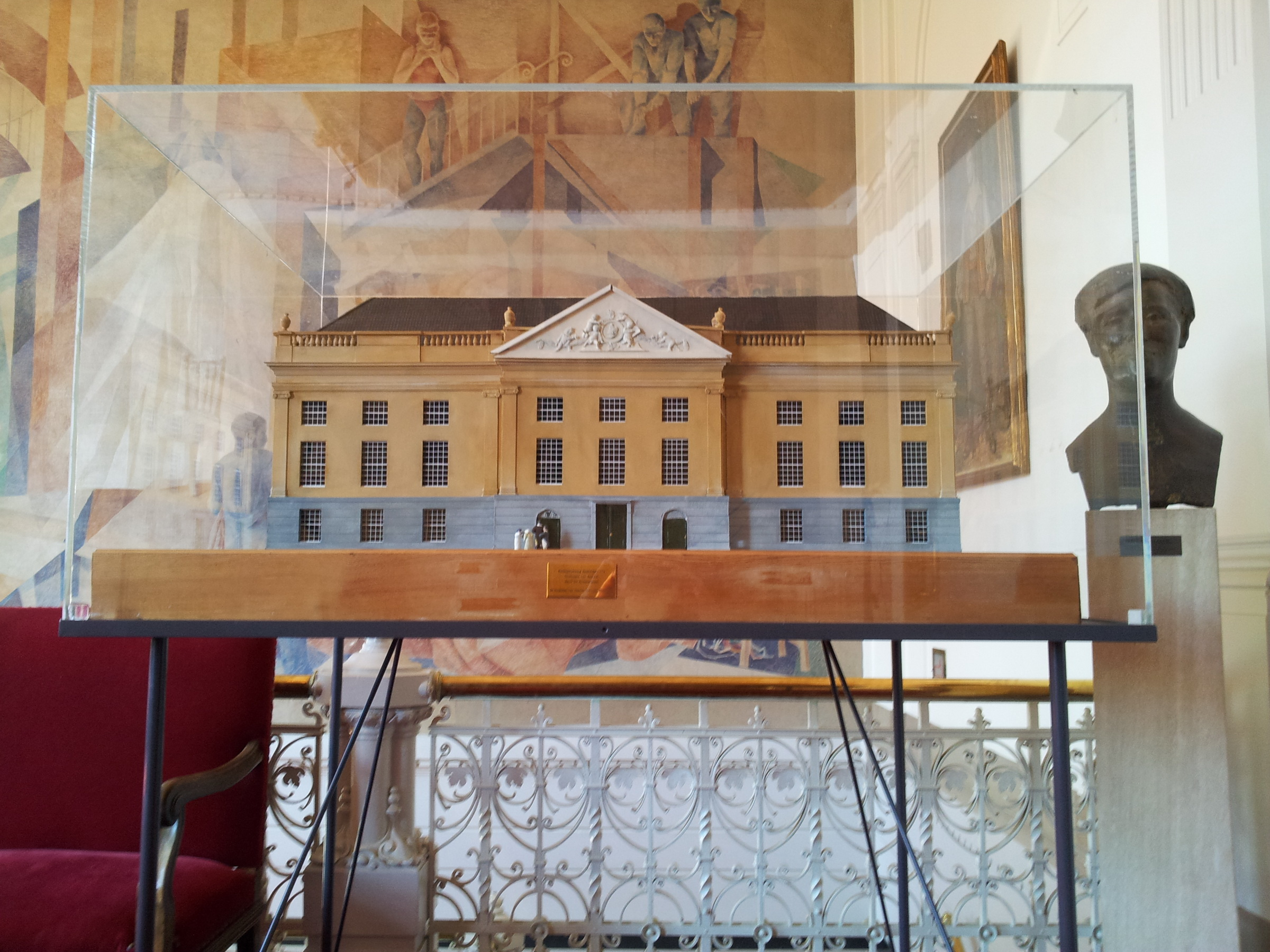
Maquette van de "houten kast"
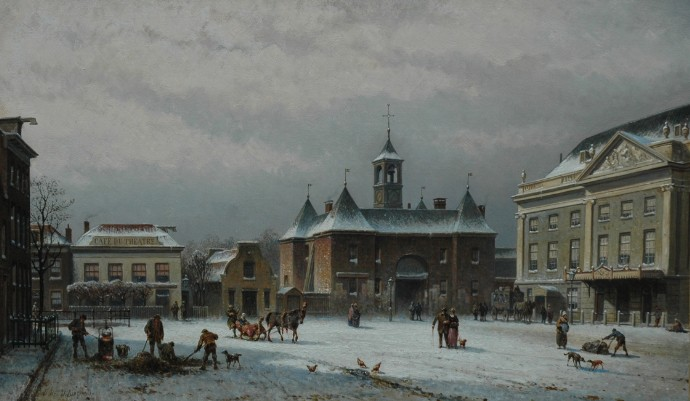
Leidsepoort en schouwburg, 1860
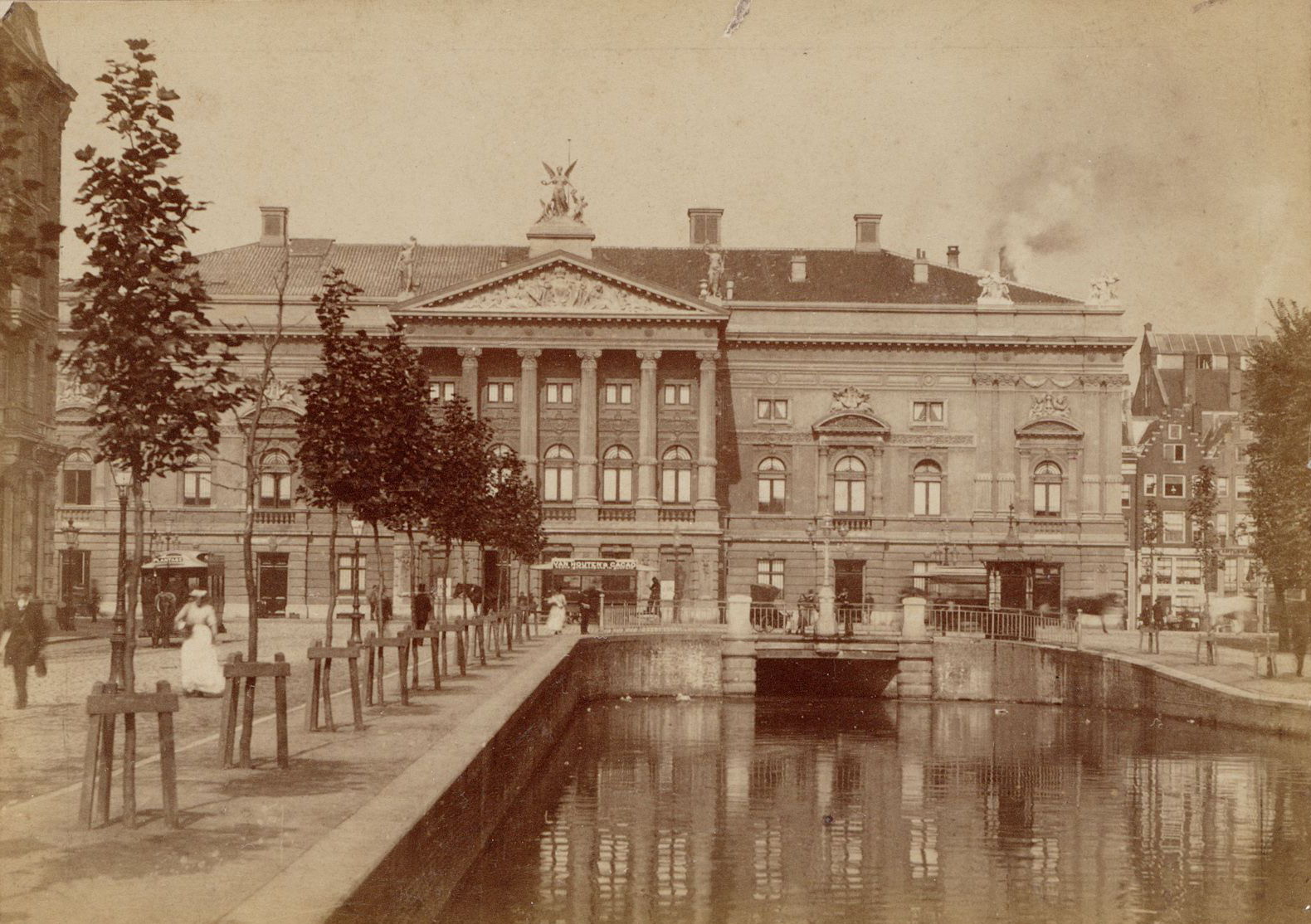
Na de verbouwing van 1874
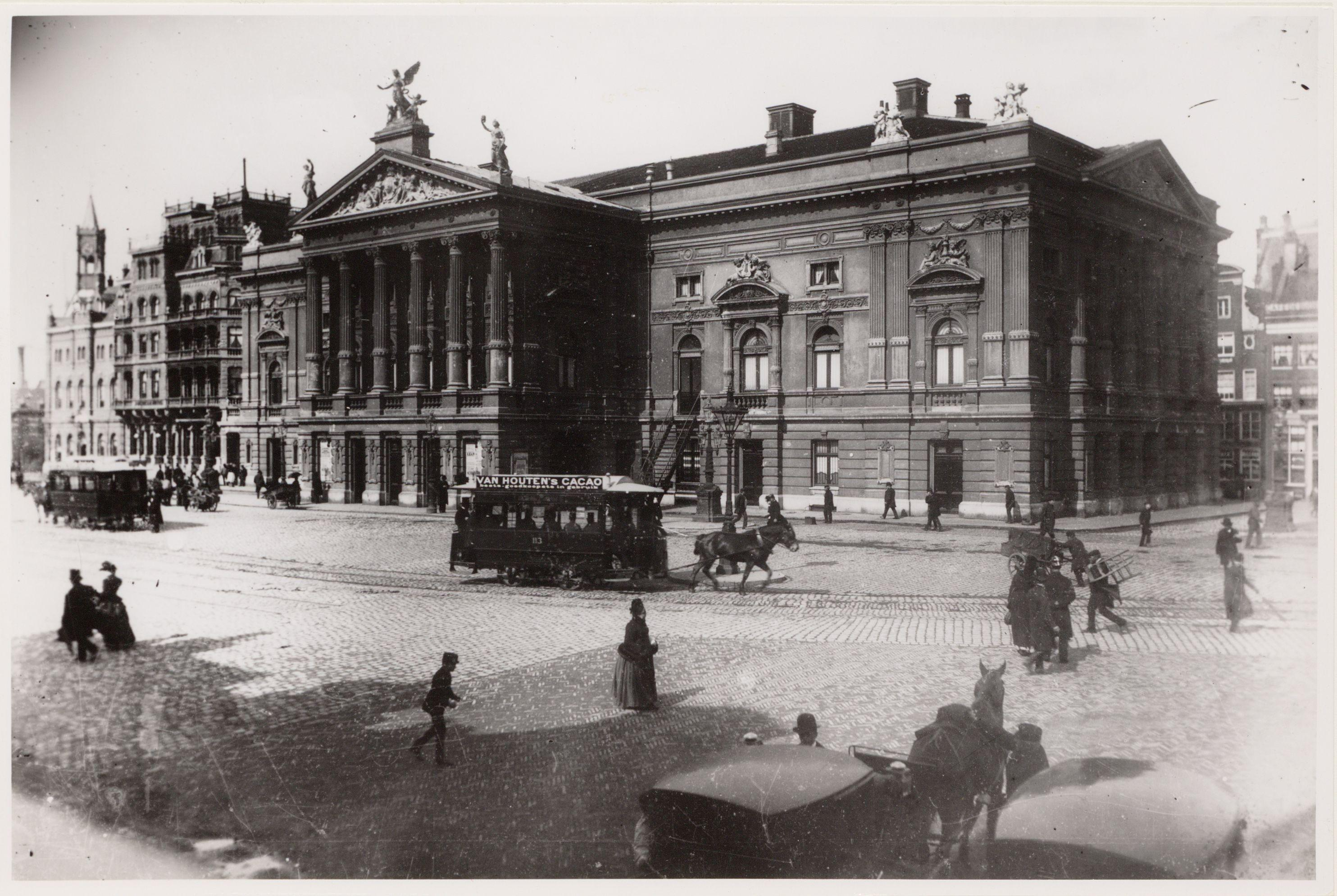
In de periode 1888-1890

### De huidige schouwburg (na 1894)

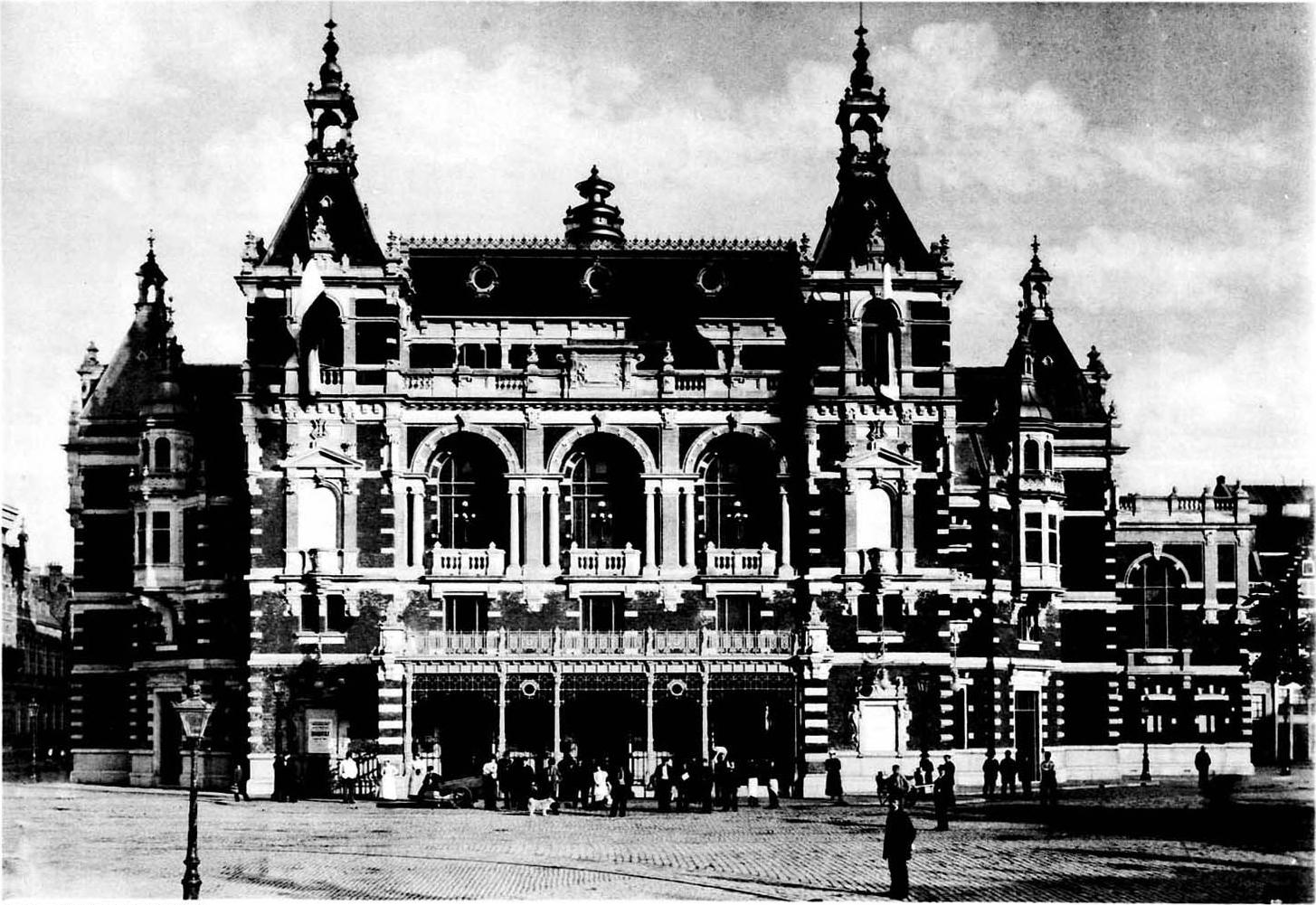
De Stadsschouwburg in 1894

De huidige schouwburg werd van 1892 tot 1894 gebouwd naar ontwerp van Jan Springer met medewerking van Jacobus Bernardus Springer en Adolf Leonard van Gendt. Tot 1938 bleef het gebouw vrijwel ongewijzigd. In 1940-1941 werd een eerste uitbreiding van het achtergebouw gerealiseerd, waarbij enkele huizen aan de Marnixstraat door middel van overkappingen en luchtbruggen over de bestaande steeg met de schouwburg werden verbonden. In de jaren 1950 verdween de steeg door nieuwbouw aan de zijde van de Lijnbaansgracht. In dezelfde periode werd de indeling van het voorgebouw gewijzigd, waardoor de oorspronkelijke heldere structuur verloren ging. Onder andere werd een compleet trappenhuis gesloopt en verdwenen enkele ingangen.
In de periode na de Tweede Wereldoorlog gaven zowel de Nederlandse Comedie als De Nederlandse Opera en Het Nationale Ballet hun voorstellingen in de Stadsschouwburg. Toen in 1986 het Muziektheater werd geopend, vertrokken de twee laatstgenoemde gezelschappen, waardoor er meer ruimte kwam in het gebouw. In 1969 vond de Aktie Tomaat plaats in de Stadsschouwburg. In 1972 werd het Publiekstheater hoofdbespeler van de schouwburg, in 1987 opgevolgd door Toneelgroep Amsterdam.
Onder directeur Melle Daamen (2001-2016) kreeg de Stadsschouwburg een modernere uitstraling, onder andere door de inrichting van een grand café in de voormalige entreehal en door een bredere programmering. In 2005 werd de schouwburg, die tot dan toe een gemeentelijke organisatie was geweest, verzelfstandigd. In 2009 vond een grote verbouwing plaats, waarbij een deel van het achtergebouw werd gesloopt en vervangen door nieuwe kantoren en studio's voor Toneelgroep Amsterdam. Deels boven de Melkweg werd een nieuwe vlakkevloerzaal gerealiseerd, de Rabozaal. De uitbreiding kostte 40 miljoen euro.
Per 1 januari 2018 zijn de Stadsschouwburg Amsterdam (SSBA) en Toneelgroep Amsterdam (TA) gefuseerd. De driekoppige directie bestond aanvankelijk uit Ivo van Hove (TA), Wouter van Ransbeek (TA) en Dianne Zuidema (SSBA). In de loop van 2018 trad Zuidema wegens "onoverbrugbare meningsverschillen" terug en werd vervangen door Margreet Wieringa, tot die tijd directeur van het DeLaMar. De naam van de fusieorganisatie is met ingang van het theaterseizoen 2018-19 Internationaal Theater Amsterdam. Sinds 2023 bestaat de directie uit Clayde Menso (algemeen directeur), Eline Arbo (artistiek directeur) en Denise de Boer (zakelijk directeur).

## Beschrijving gebouw

### Exterieur
De Stadsschouwburg beslaat een groot bouwblok tussen het Leidseplein, de Lijnbaansgracht en de Marnixstraat en bestaat uit drie volumes: het oude theater uit 1894, de Rabozaal uit 2009 en het kantorengedeelte, dat grotendeels schuilgaat achter fin-de-sièclegevels aan de Marnixstraat.
De schouwburg domineert door zijn vooruitgeschoven positie het Leidseplein. Het theater heeft een eclectische verschijningsvorm met elementen van de neorenaissance en de neobarok. De twee forse hoektorens zijn geplaatst in de as van de Leidsestraat. Opvallend is het grote balkon ('Ajaxbalkon') aan de voorkant, waaronder zich de hoofdingang bevindt en waar in het verleden de welgestelde theaterbezoekers droog uit hun rijtuigen konden stappen. Aan de kant van de Marnixstraat bevindt zich een kleiner balkon boven de voormalige koninklijke entree. De ingangen voor het overige publiek bevonden zich op de schuine hoeken van het gebouw en zijn thans buiten gebruik. Het gebouw is grotendeels opgetrokken van rode baksteen met accenten van natuursteen (onder andere sluitstenen, consoles, archivolten en waterlijsten) en diverse stucwerkdecoraties. De gevel wordt gesierd door twee betonnen beeldengroepen van Bart van Hove, die gered waren bij de brand van 1890 en begin jaren 1990 zijn gerestaureerd. Het circa 1,85 meter hoge beeld van de 'komedie' staat op de dakrand boven de centrale ingang geplaatst.
De omvangrijke nieuwbouw uit 2009, waarvan de Rabozaal het meest in het oog springende onderdeel is, is een ontwerp van architect Jim Klinkhamer. De Nieuwe Foyer bij de Rabozaal zweeft als het ware boven de Lijnbaansgracht, wat zorgt voor een spectaculair uitzicht vanuit de Foyer over het water.

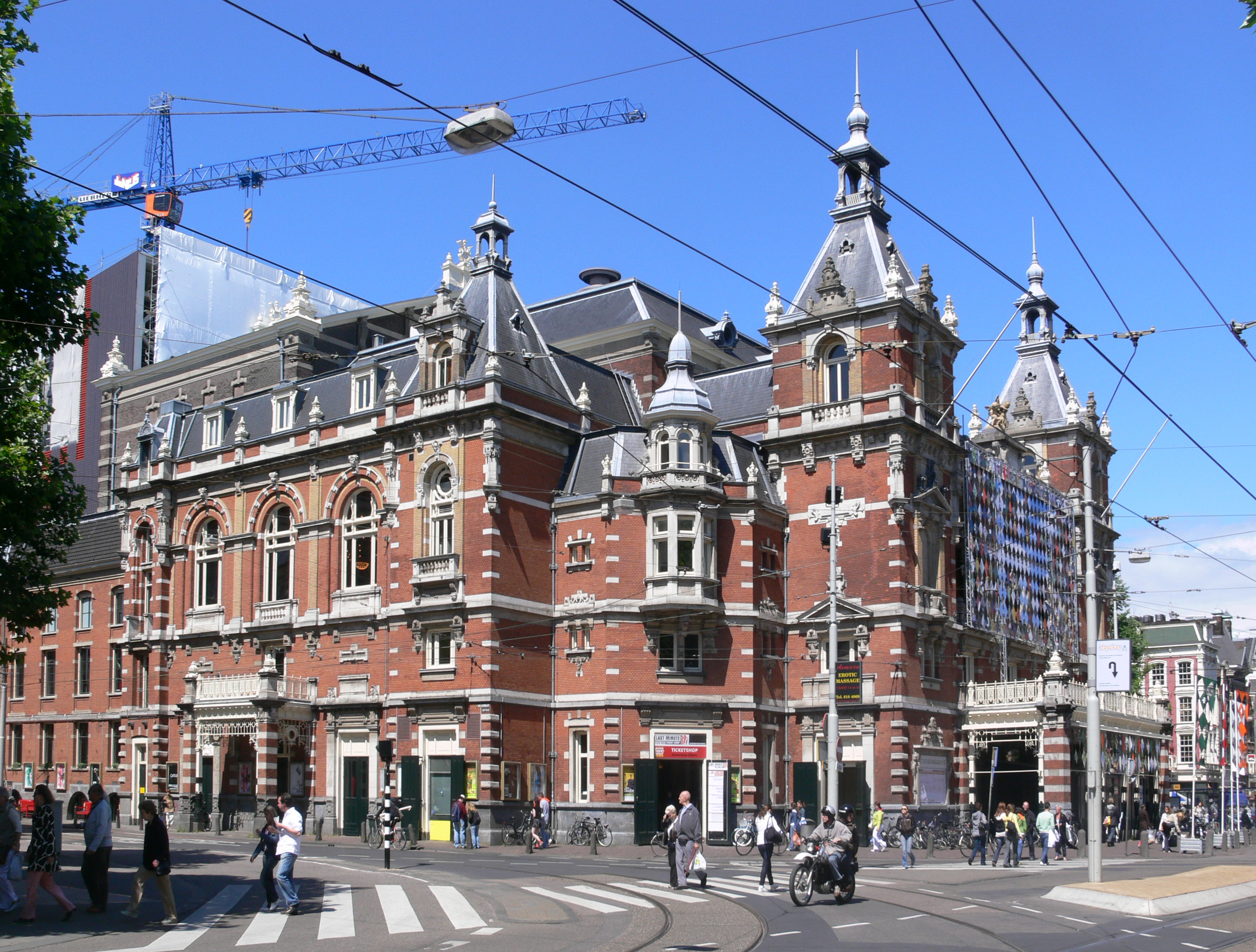
Vanuit het zuidoosten
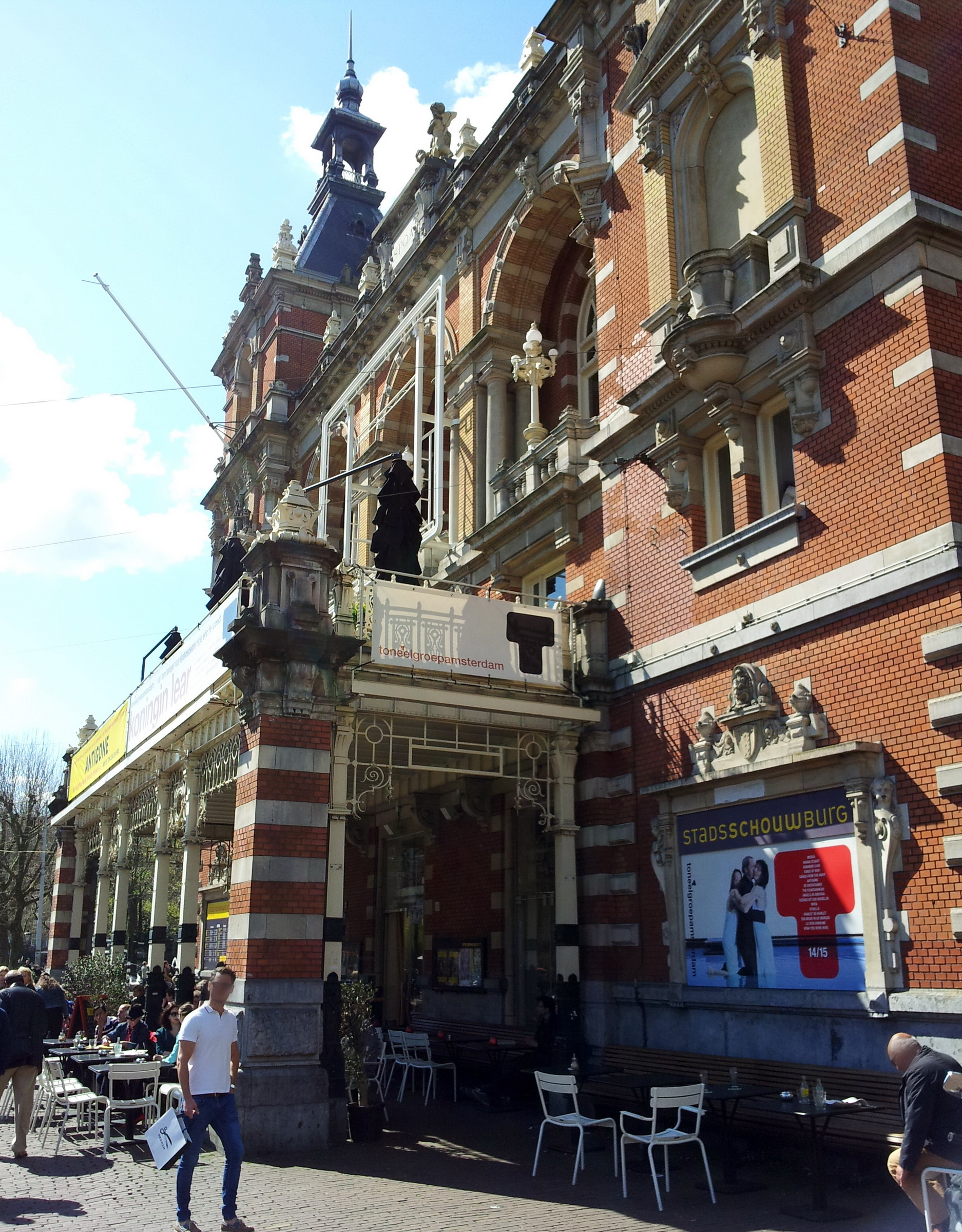
Passage en Ajaxbalkon
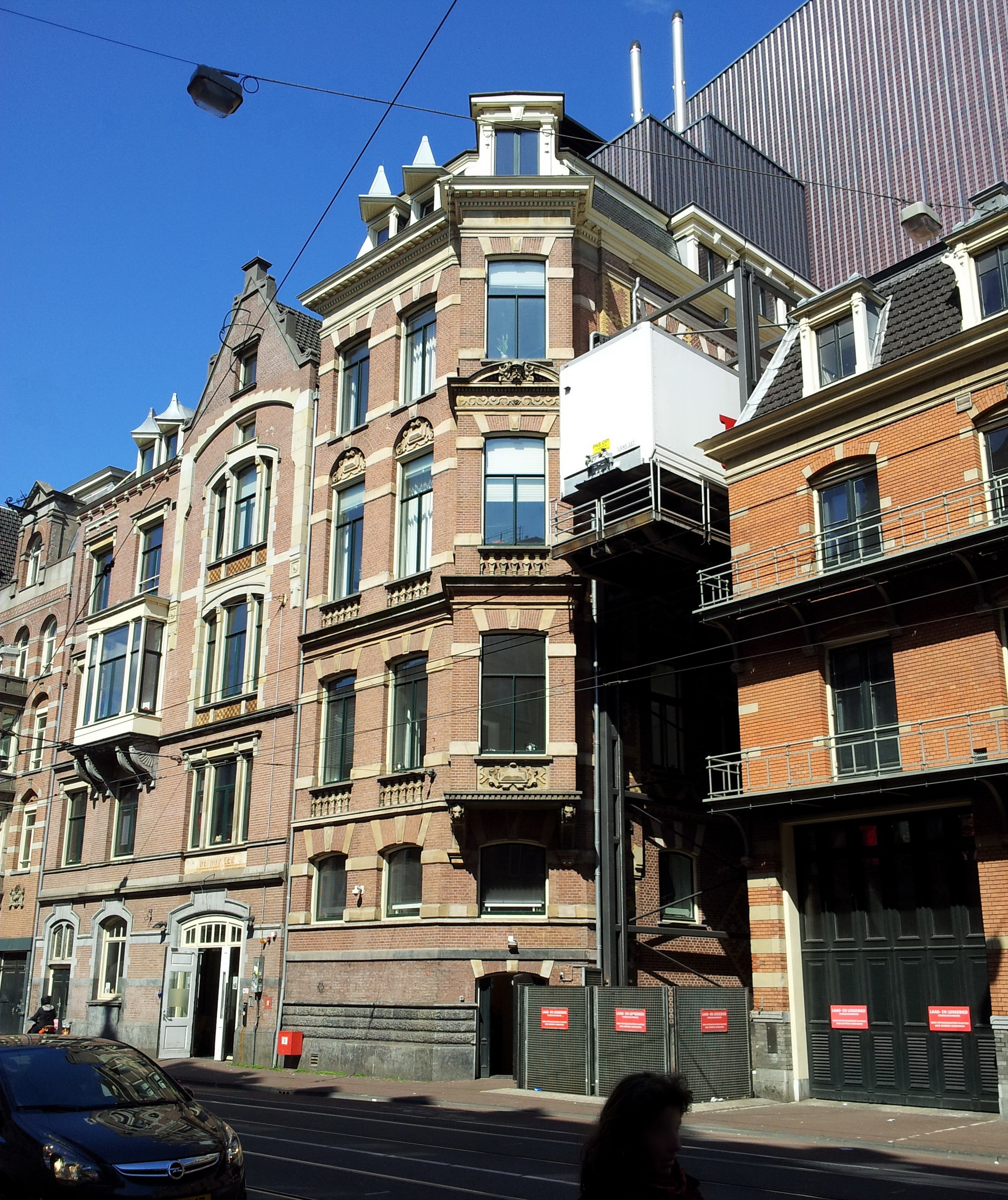
Kantoren en laadplatform
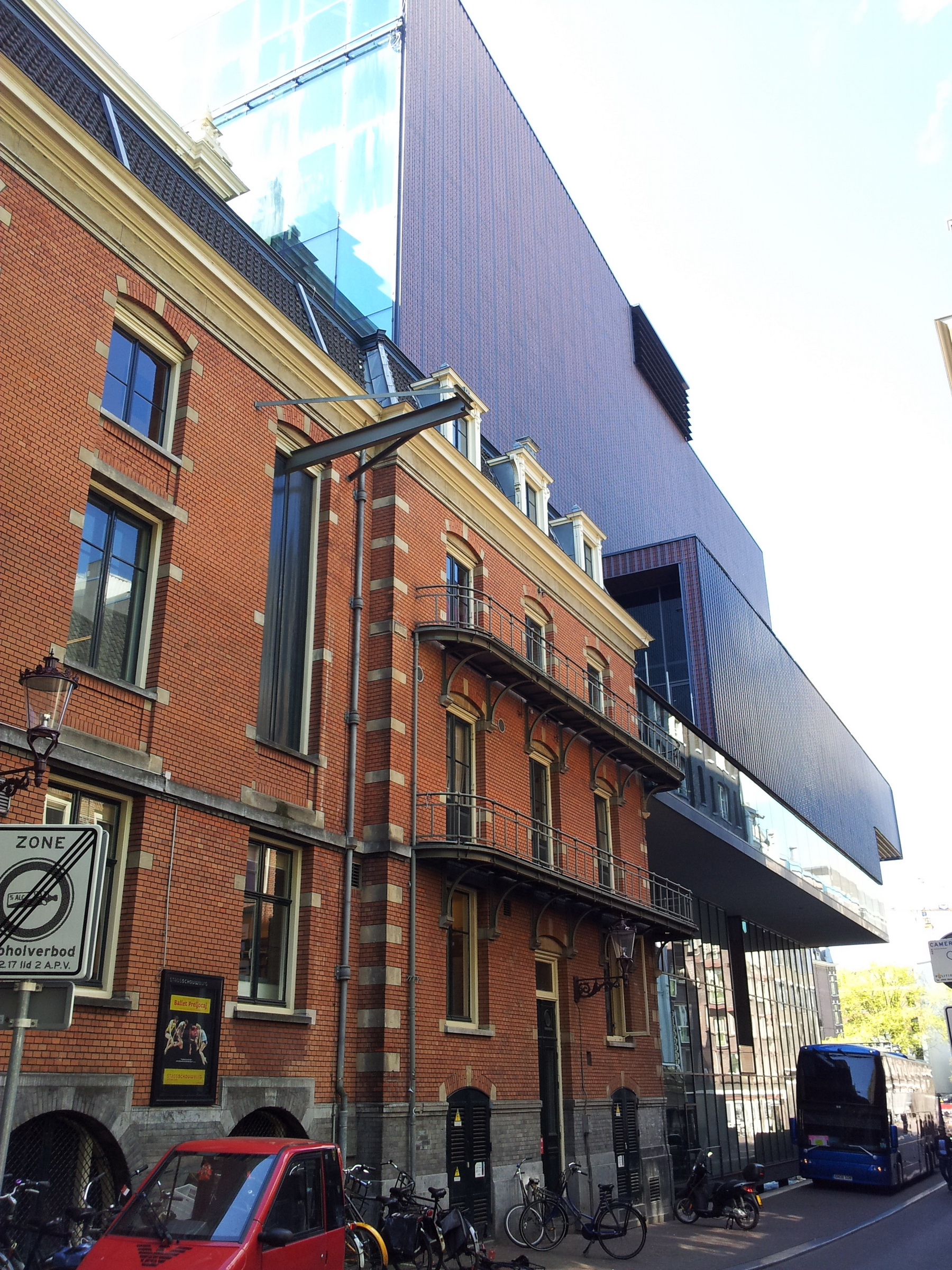
Rabozaal Lijnbaansgracht

### Interieur

#### Voorgebouw
De begane grond van de Stadsschouwburg (het 'voorgebouw') is tegenwoordig grotendeels toegankelijk, ook voor publiek dat niet naar een voorstelling gaat. Bij een interne verbouwing omstreeks 2008 is de theateringang verplaatst naar de noordzijde van het gebouw. Hier bevindt zich de entreehal, de kassa, de informatiehal, de theaterboekwinkel, de garderobes en het noordelijk trappenhuis, dat de bezoekers naar de hoger gelegen Grote Zaal en Rabozaal leidt. Op de plaats van de vroegere benedenfoyer bij de hoofdentree aan het Leidseplein ligt nu de ITA Brasserie, een theatercafé annex restaurant. Centraal in het restaurant hangt een enorme kroonluchter die afkomstig is uit het voormalige warenhuis Hirsch & Cie op het Leidseplein. Aan de Marnixstraat ligt het aanvankelijk naar de voormalige schouwburgdirecteur Cox Habbema vernoemde Café Cox, thans Kopstoot Bar geheten.

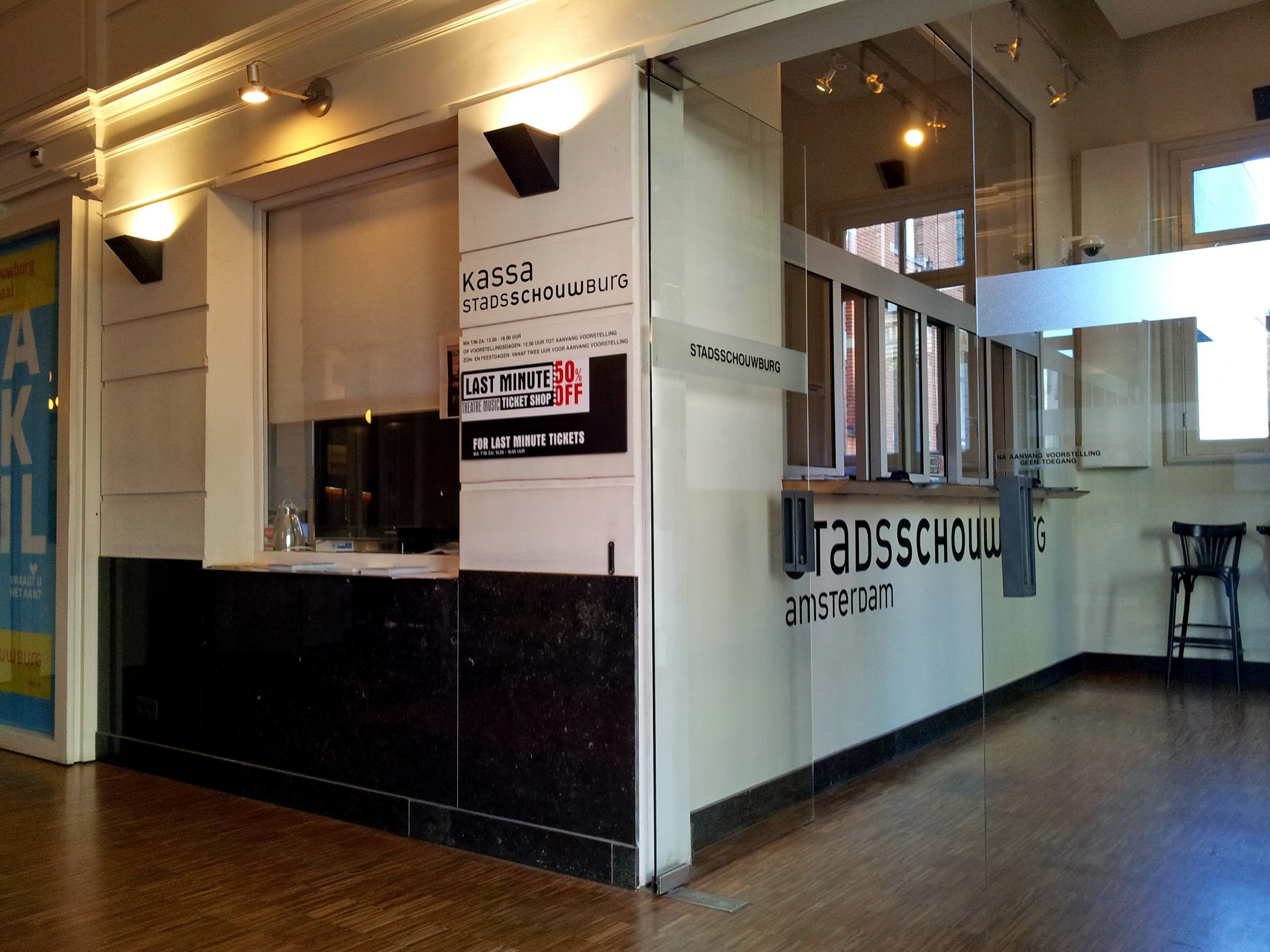
Kassahal
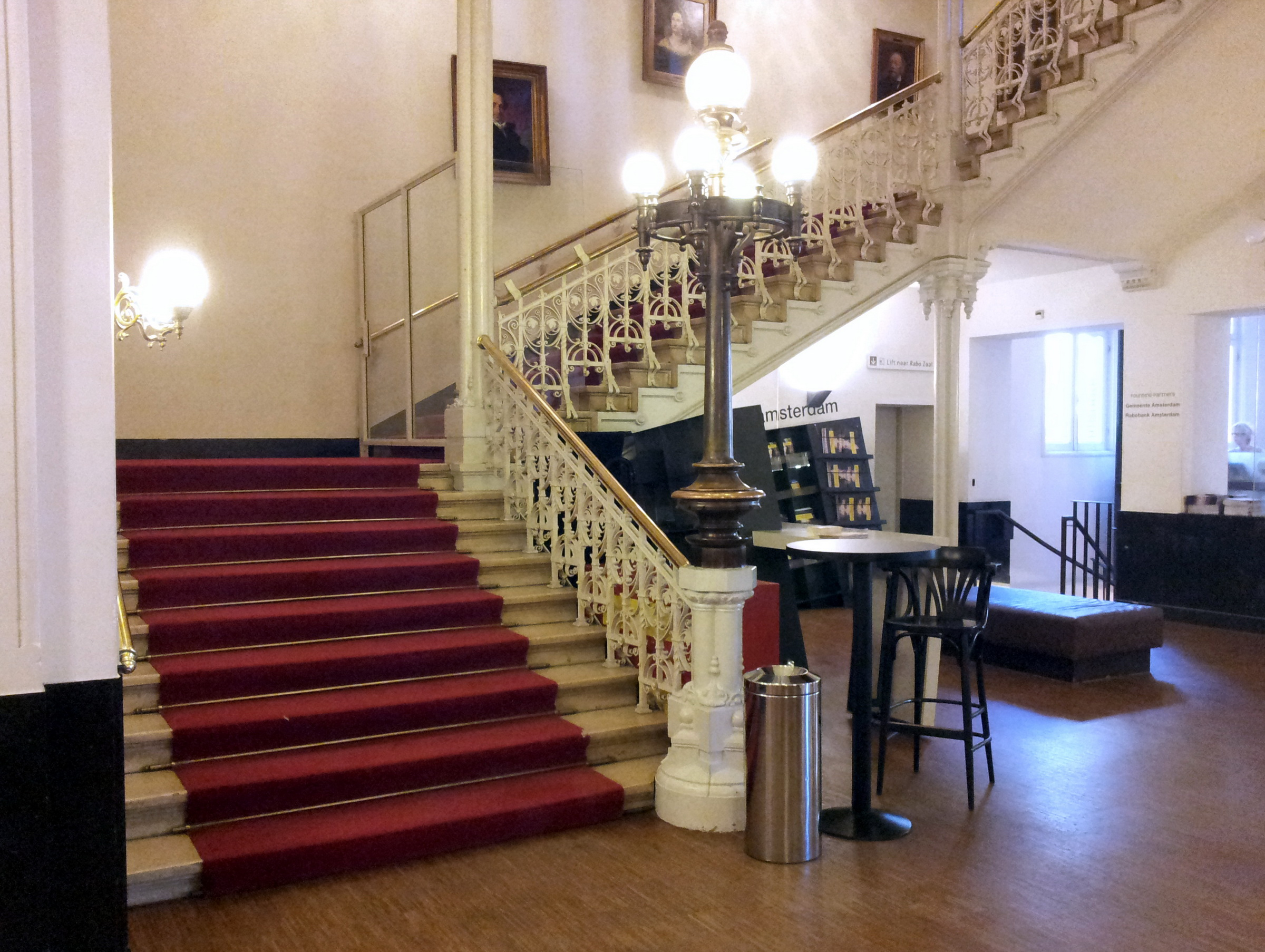
Trap en infohal
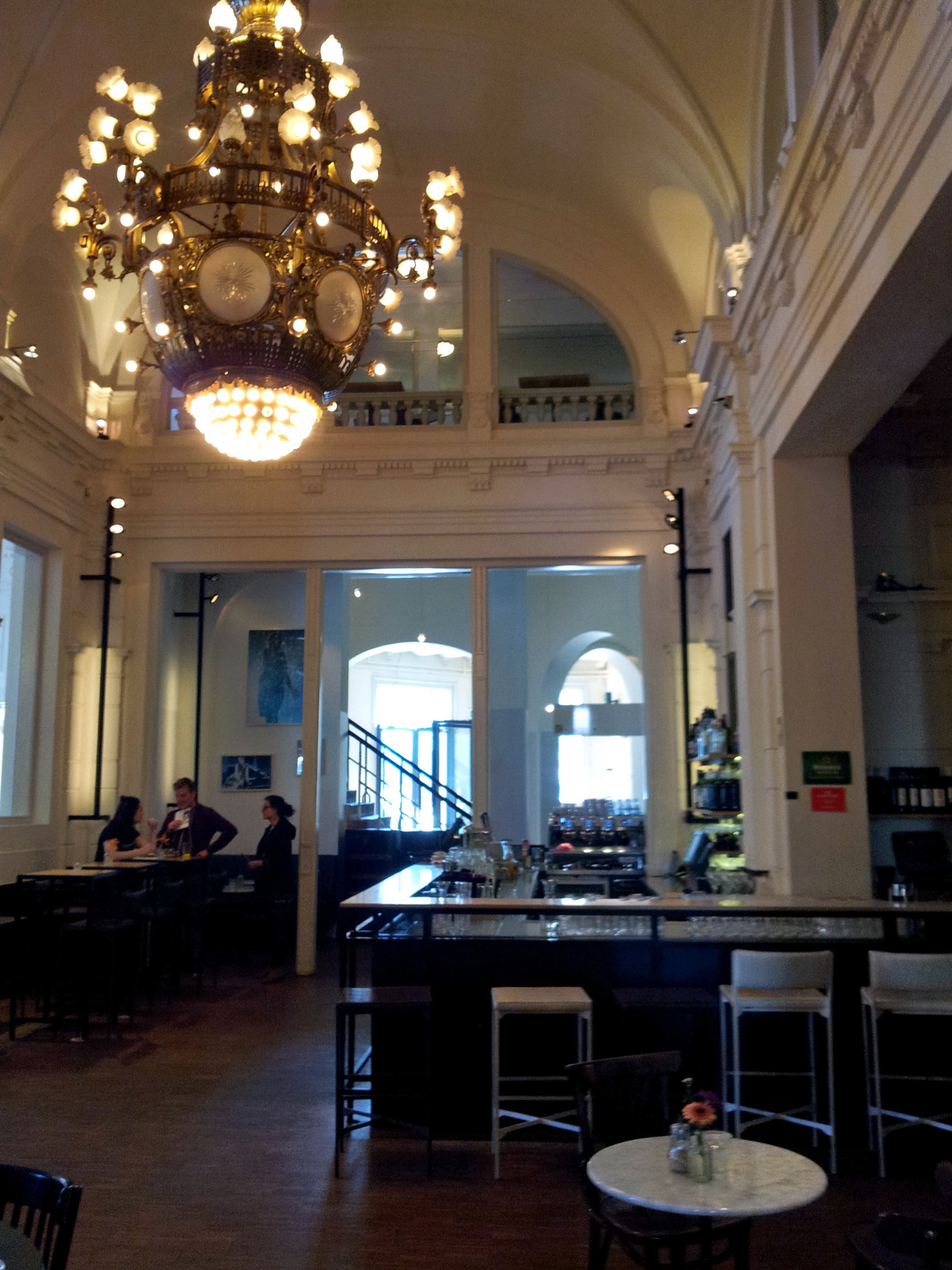
Theatercafé
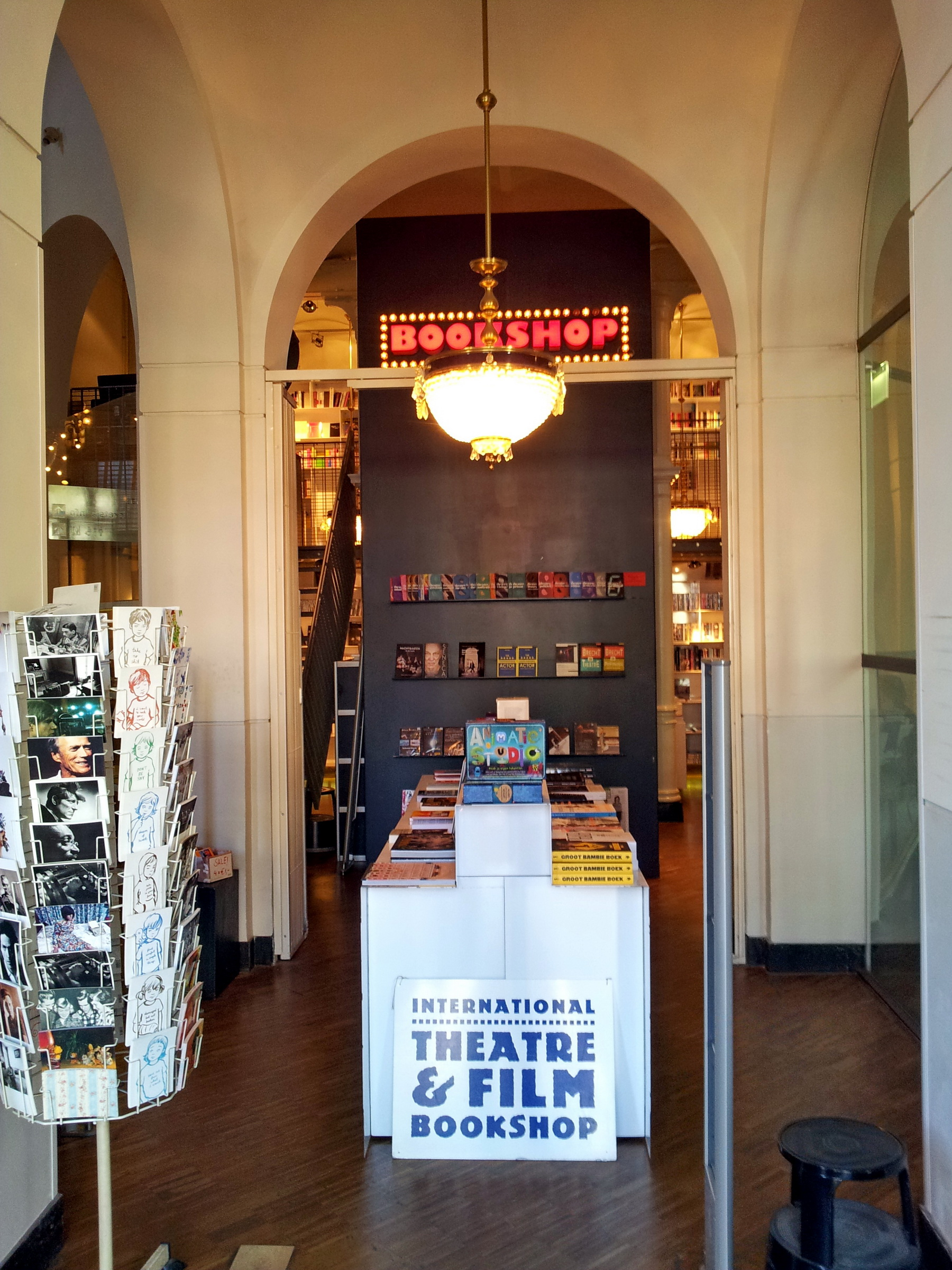
Theaterboekwinkel

#### Achtergebouw
De receptie (tevens artiesteningang) van de schouwburg/ITA bevindt zich aan de Marnixstraat 427 in het 'achtergebouw'. Vlakbij is een laadplatform met een hydraulische lift, waarmee een complete truck met inhoud omhoog gehesen kan worden. Het kantoorgedeelte is in 2009 grotendeels vernieuwd, waarbij de gevels van twee panden aan de Marnixstraat hergebruikt zijn. Het personeelsrestaurant annex artiestenfoyer bevindt zich in het oude achtergebouw aan de kant van de Lijnbaansgracht. Het kantoorgedeelte van zowel de Stadsschouwburg als Toneelgroep Amsterdam (ITA ensemble), alsmede de repetitieruimtes, kleedkamers, kostuum- en decorafdeling bevinden zich in de nieuwbouw uit 2009. Door de fusie van Stadsschouwburg en Toneelgroep Amsterdam zijn diverse afdelingen samengevoegd en hebben een nieuwe plek gekregen in het gebouw.

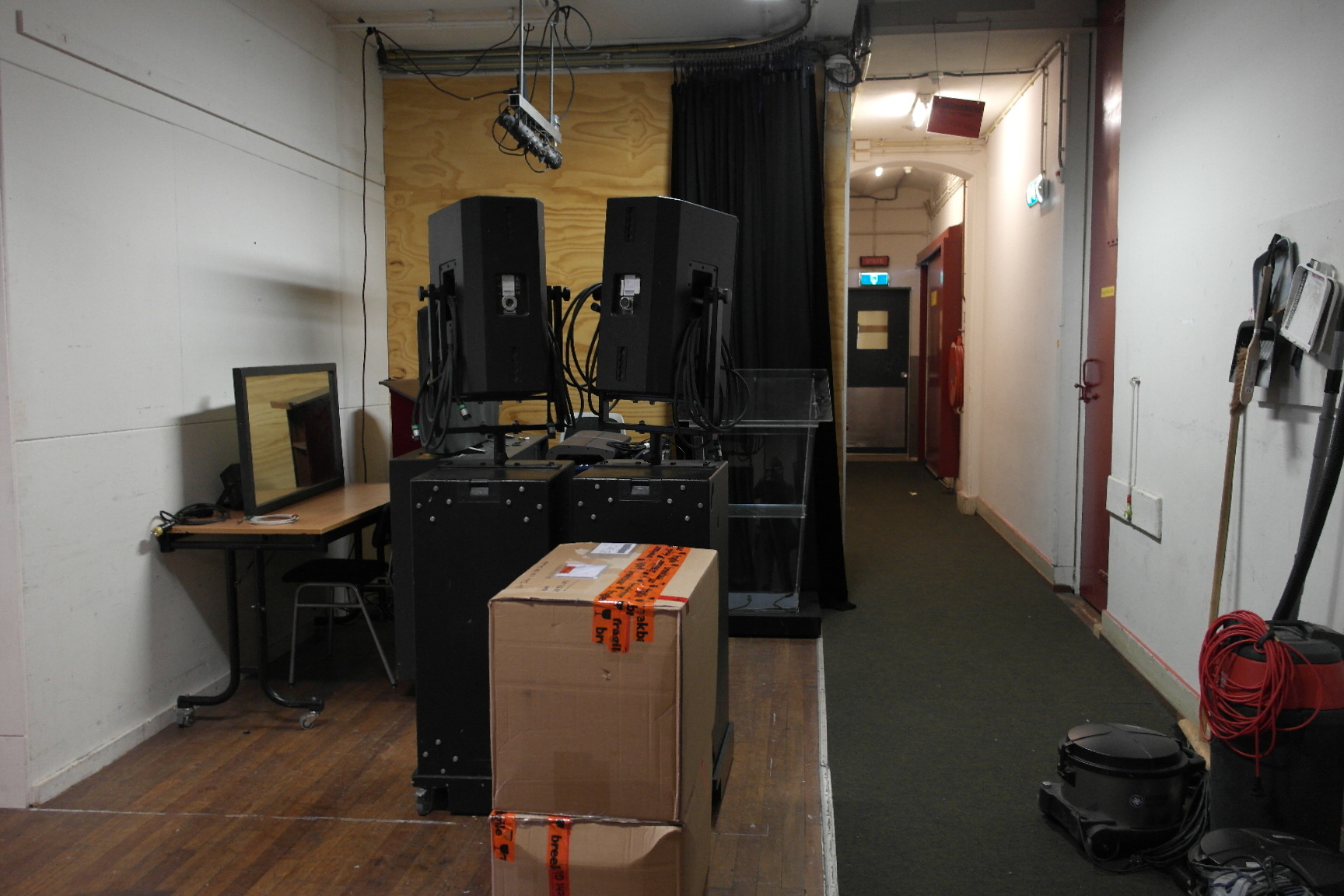
Achter het toneel
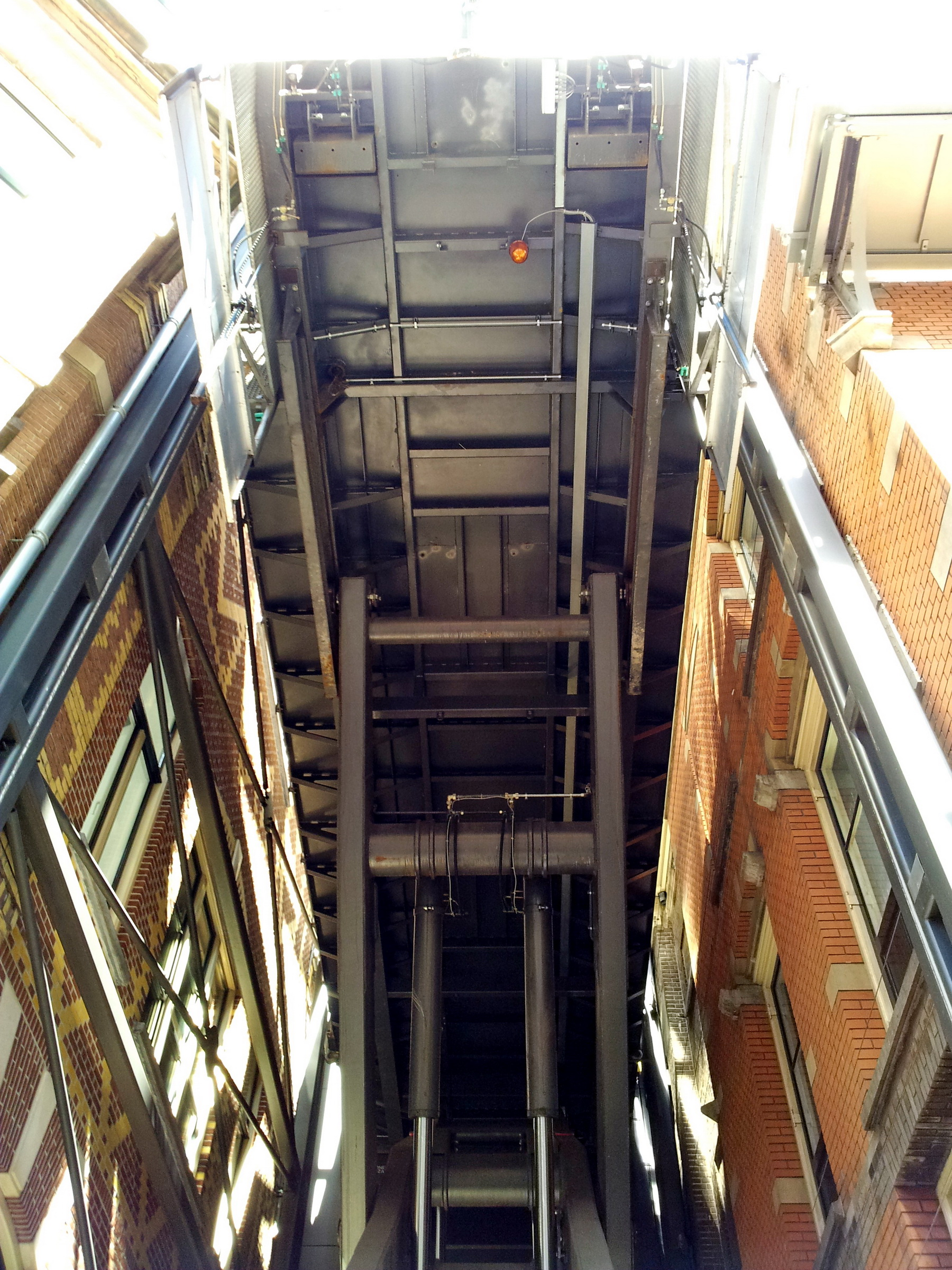
Vrachtwagenlift
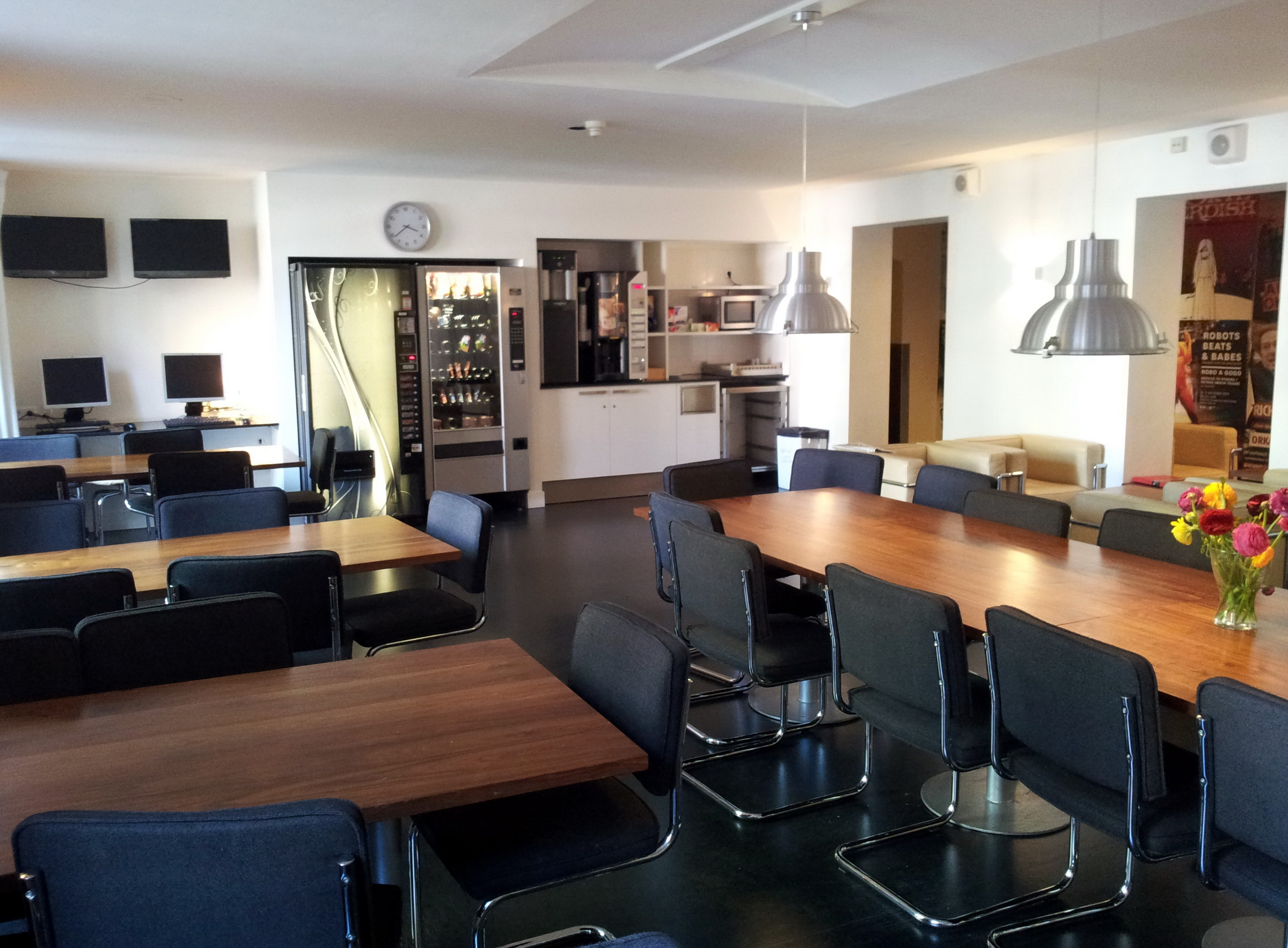
Artiestenfoyer
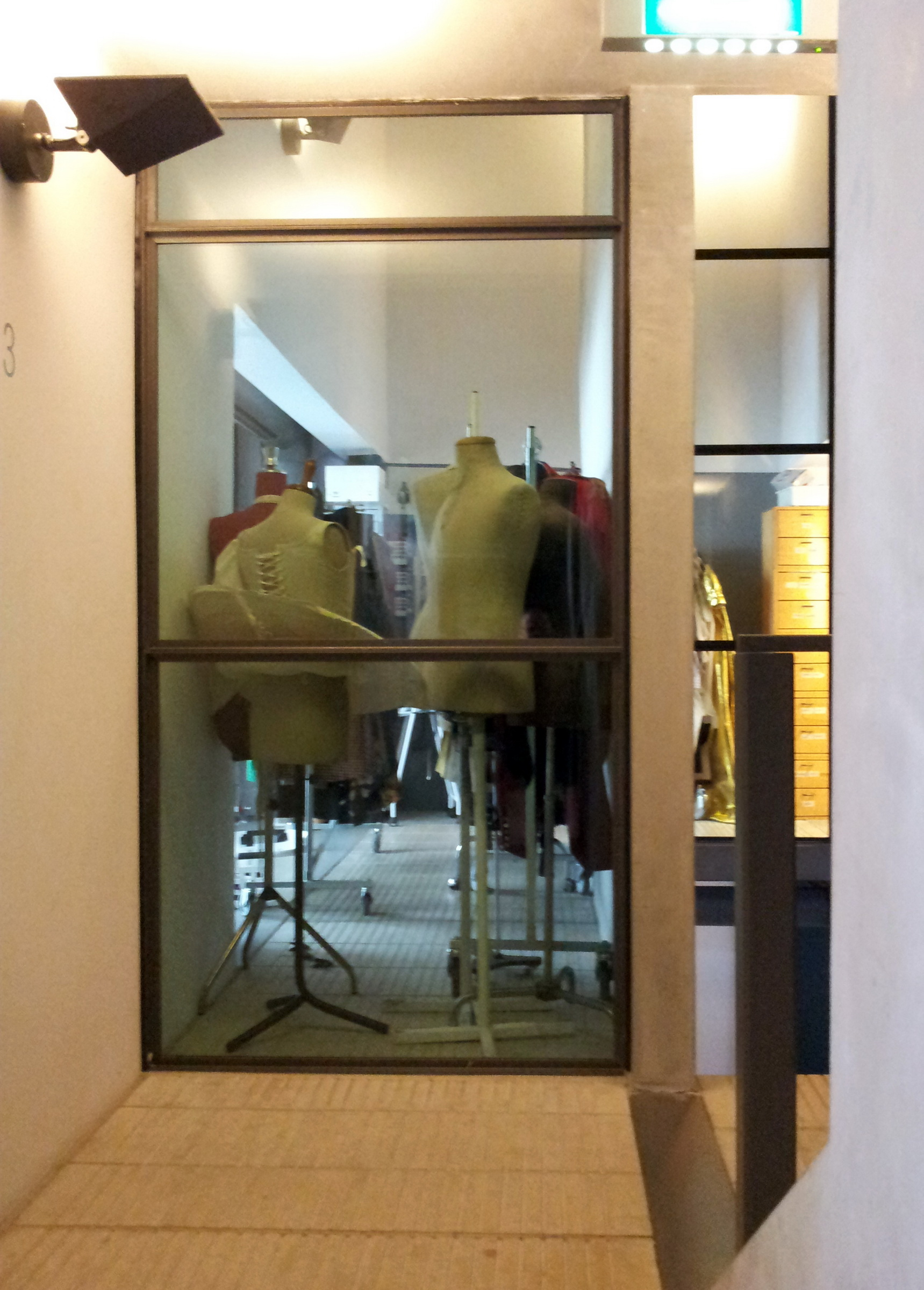
Kostuumafdeling

#### Zalen

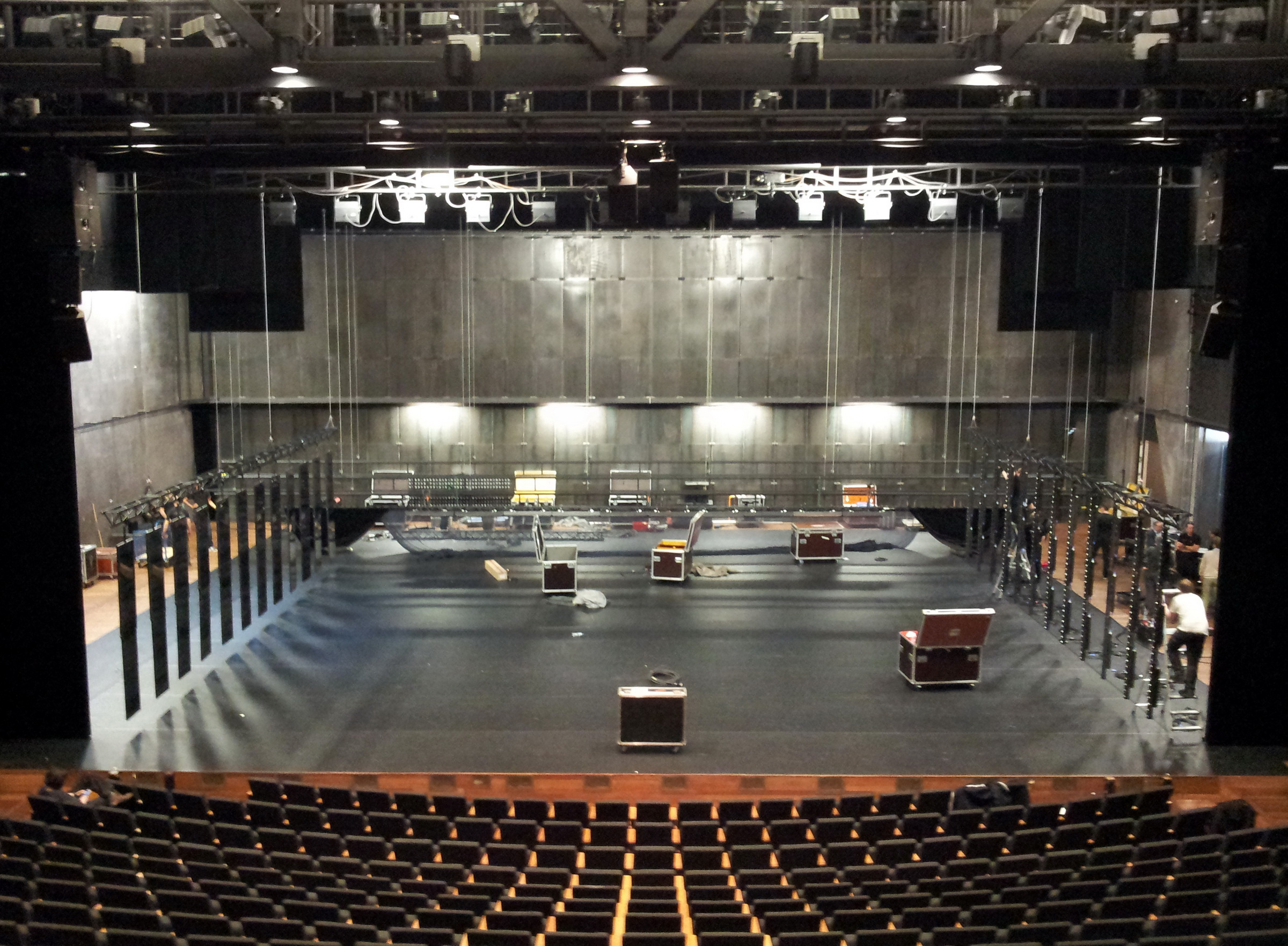
Het podium van de Rabozaal

Het huidige complex telt twee zalen: de Grote Zaal en de Rabozaal. De klassieke hoefijzervormige Grote Zaal ligt op de eerste verdieping van het gebouw. In de Grote Zaal staan ongeveer 900 stoelen, waarvan een deel beperkt zicht op het podium biedt. Het aantal verkoopbare plaatsen bedraagt ongeveer 750. Ter weerszijden van het toneel zijn twee avant-scène-loges, versierd met uitbundig stucwerk. Rondom het zaalniveau bevindt zich een verhoogde ring met goedkopere plaatsen, de midden- en zijloges. De Grote Zaal heeft drie balkons. De Koninklijke Loge bevindt zich in het midden van het eerste balkon. Hier bevinden zich ook twee rolstoelloges. Recht daarboven, op het tweede balkon, bevinden zich eveneens twee loges, die echter veel minder ruim zijn. Het derde balkon wordt ook wel de "engelenbak" genoemd. De hoogste twee rijen daarvan (het "schellinkie") waren vroeger staanplaatsen.
De Rabozaal is een moderne "zwarte doos" die op verschillende manieren kan worden ingedeeld. De zaal, met een uitzonderlijk brede toneelopening en een capaciteit van 550 personen, ligt tussen de historische schouwburg en de aangrenzende Melkweg. Een deel van de zaal is over de Melkweg heen gebouwd.
Naast de twee genoemde zalen beschikt de schouwburg over enkele kleinere ruimtes. Op de begane grond bevindt zich de SSBA Salon, waar een breed scala aan activiteiten in een informele omgeving plaatsvindt. Op de hoogste etage bevindt zich de Bovenkamer, waar vooral workshops aan kinderen gegeven worden. Toneelgroep Amsterdam beschikt over twee grote studio's, waarvan Studio 1 o.a. voor scholierenvoorstellingen gebruikt wordt.

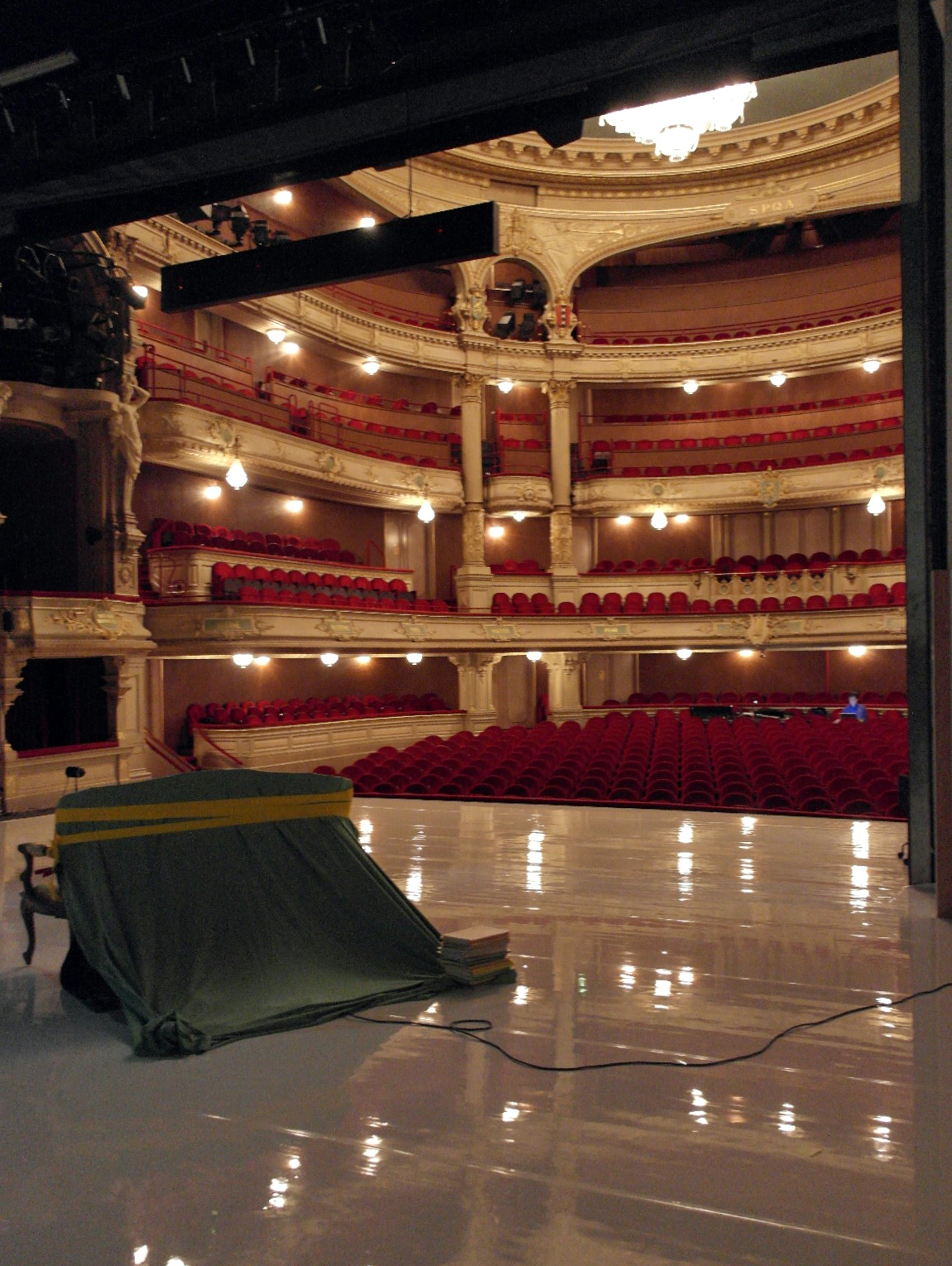
Grote Zaal vanaf het podium
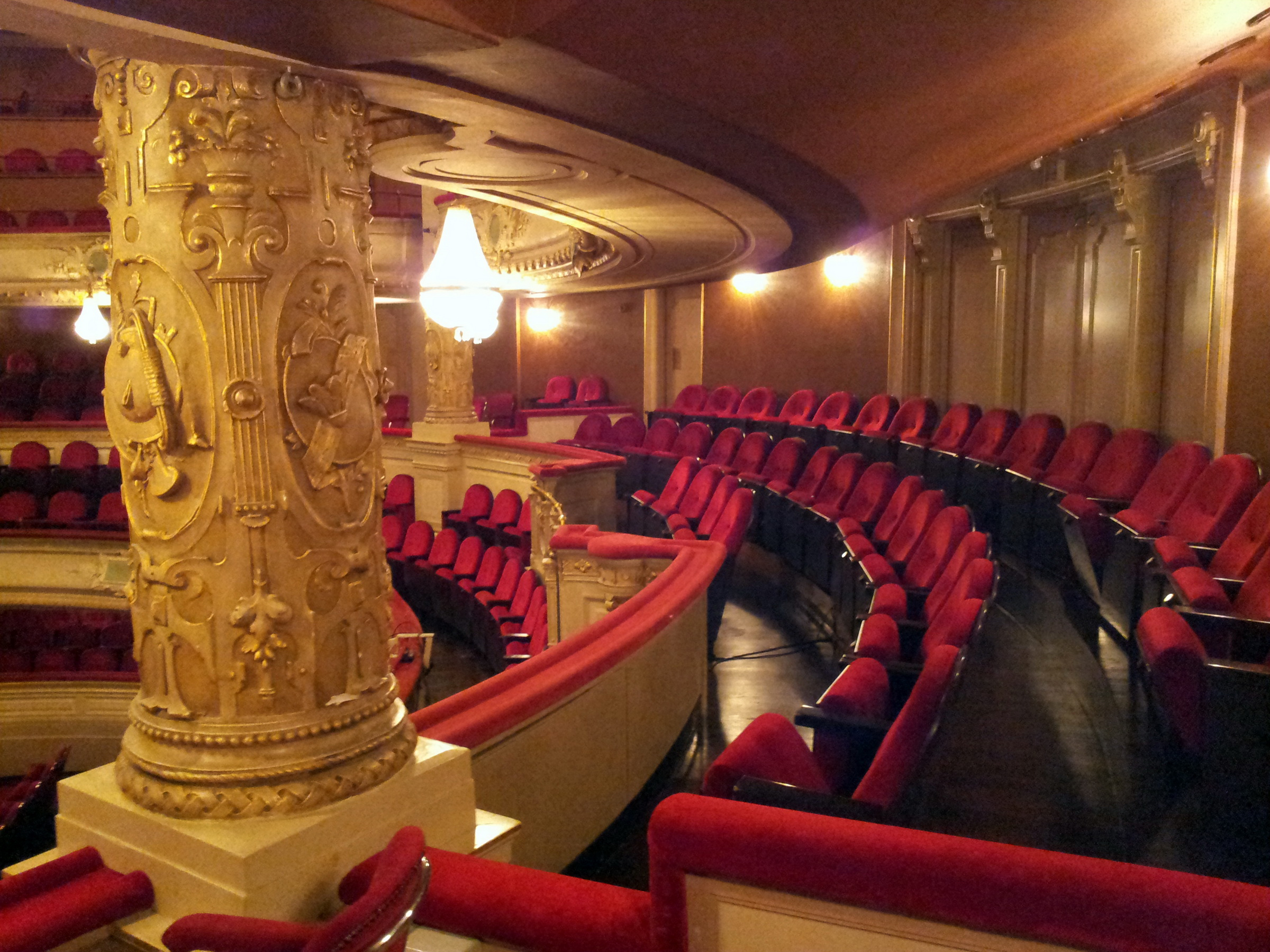
Grote Zaal, eerste balkon
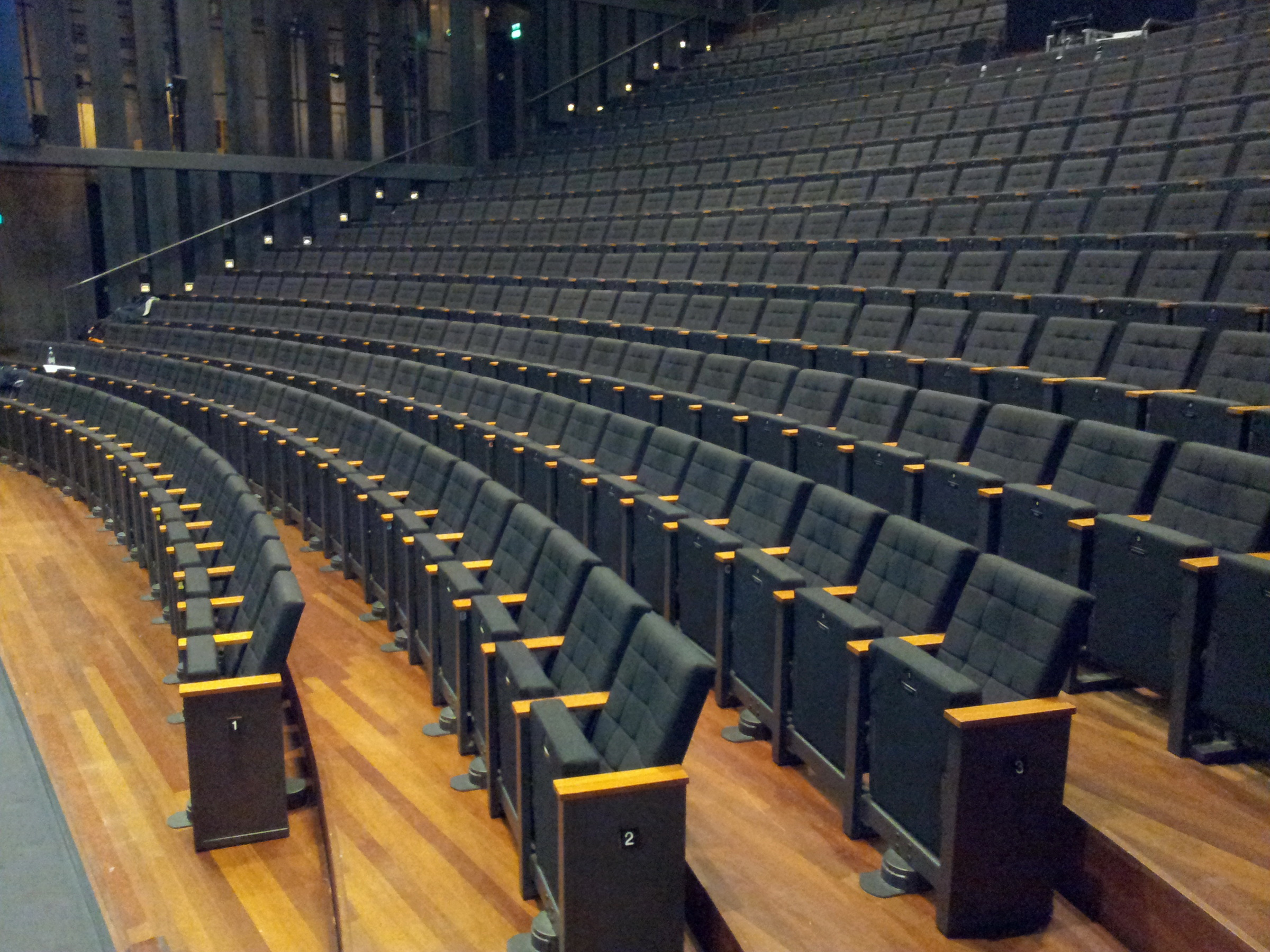
Rabozaal
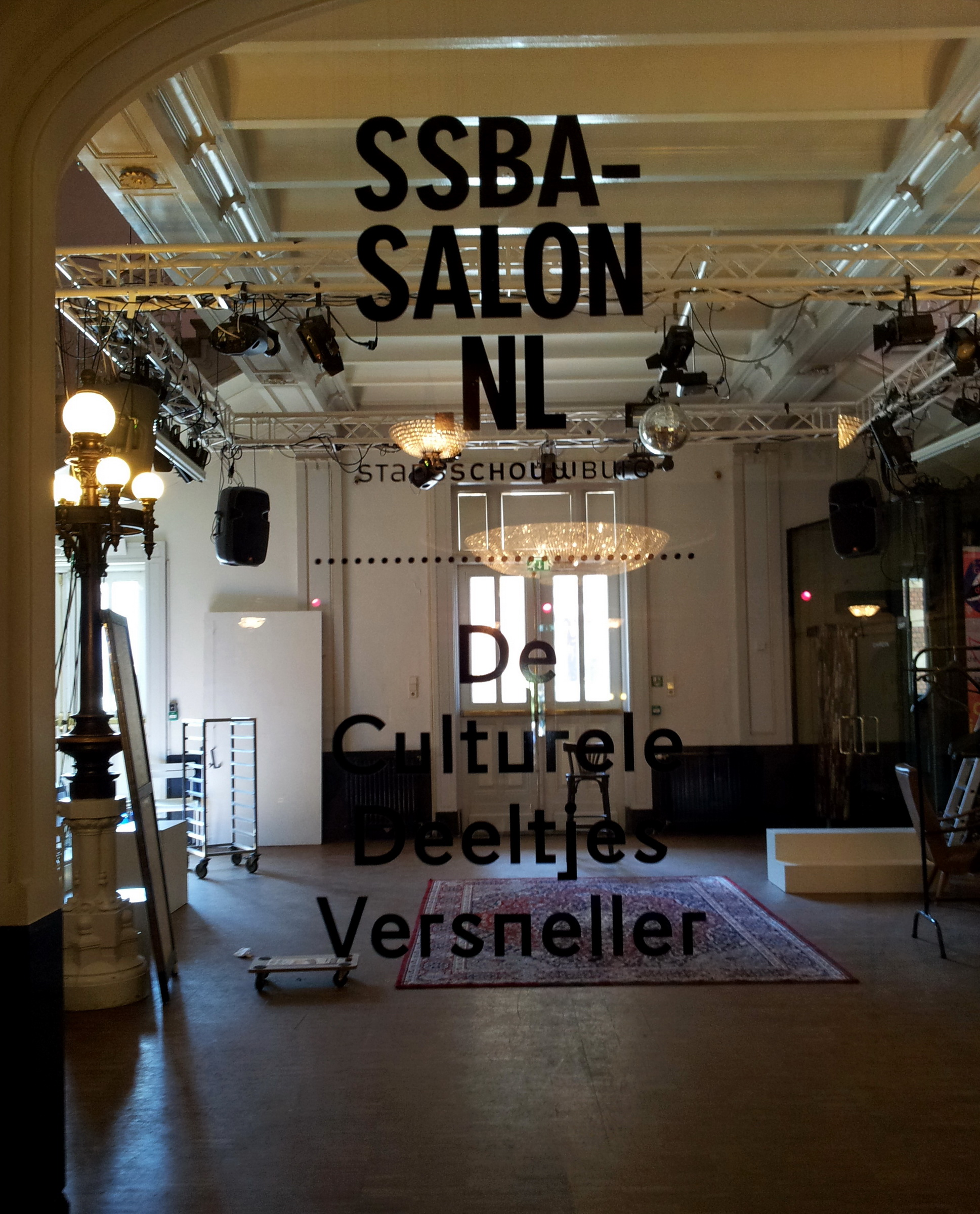
SSBA Salon

#### Foyers
De Rotonde ligt in het midden van het voorgebouw en wordt gebruikt als foyer om voor en na de voorstellingen na te praten en iets te drinken. Vroeger wachtten hier de gegoede schouwburgbezoekers tot hun naam door een suppoost werd omgeroepen ten teken dat hun koets was voorgereden. De Ajax Foyer (met een groot terras) ligt aan de voorkant van het gebouw op de eerste etage en wordt gebruikt als horecaruimte. Op het Ajaxterras verschenen in het verleden de spelers van Ajax na een belangrijke overwinning om door het publiek op het Leidseplein te worden toegejuicht. Ook Sinterklaas begroet hier zijn fans na de jaarlijkse intocht. Eveneens op de eerste verdieping, ook wel zaal- of parterreniveau genoemd, ligt de Kleine Foyer, tegenwoordig Pleinfoyer genoemd. Een verdieping hoger, bij het eerste balkon, ligt de Koninklijke Foyer. De Nieuwe Foyer bevindt zich naast de Rabozaal en "zweeft" als het ware boven de Lijnbaansgracht.

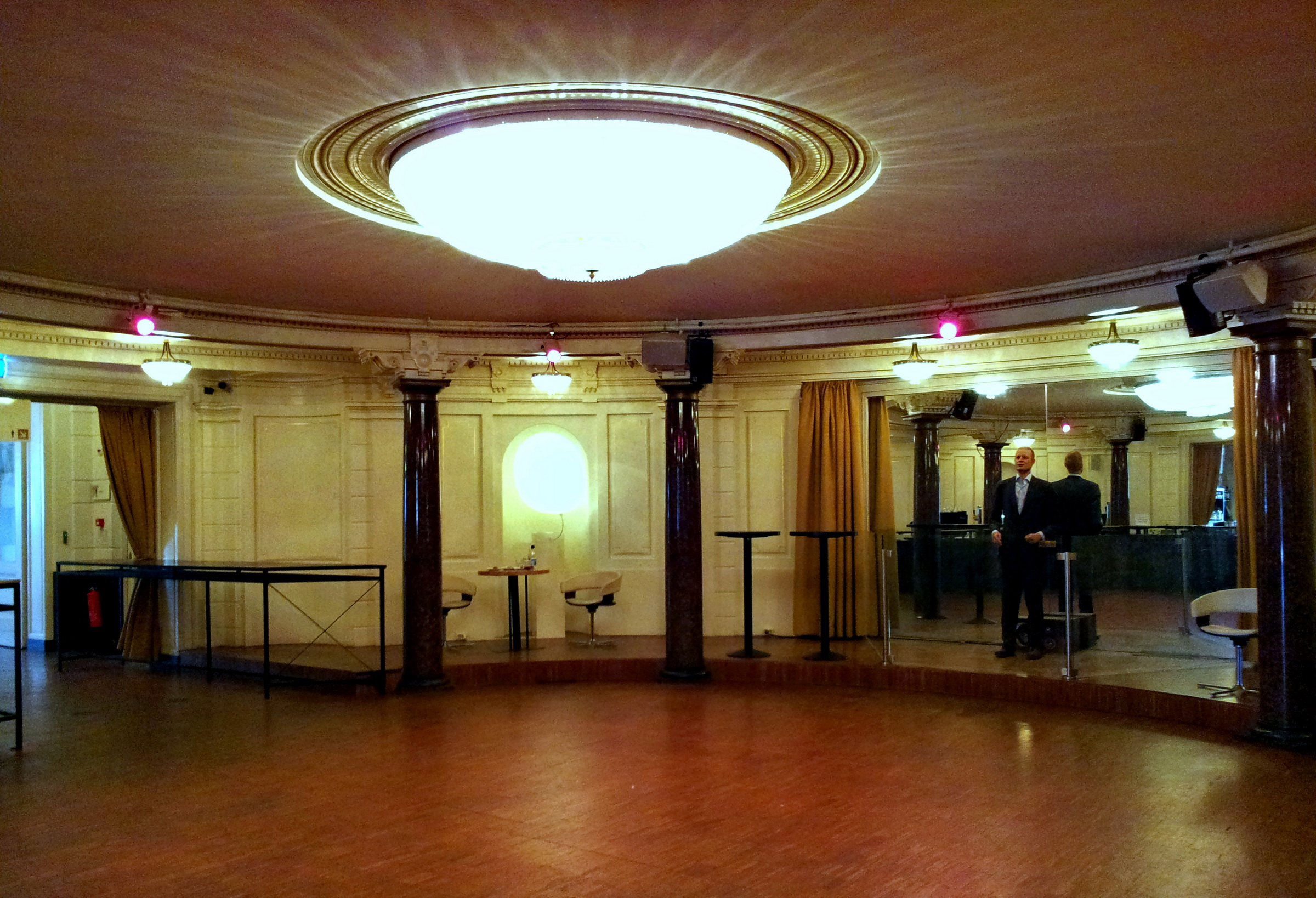
Rotonde
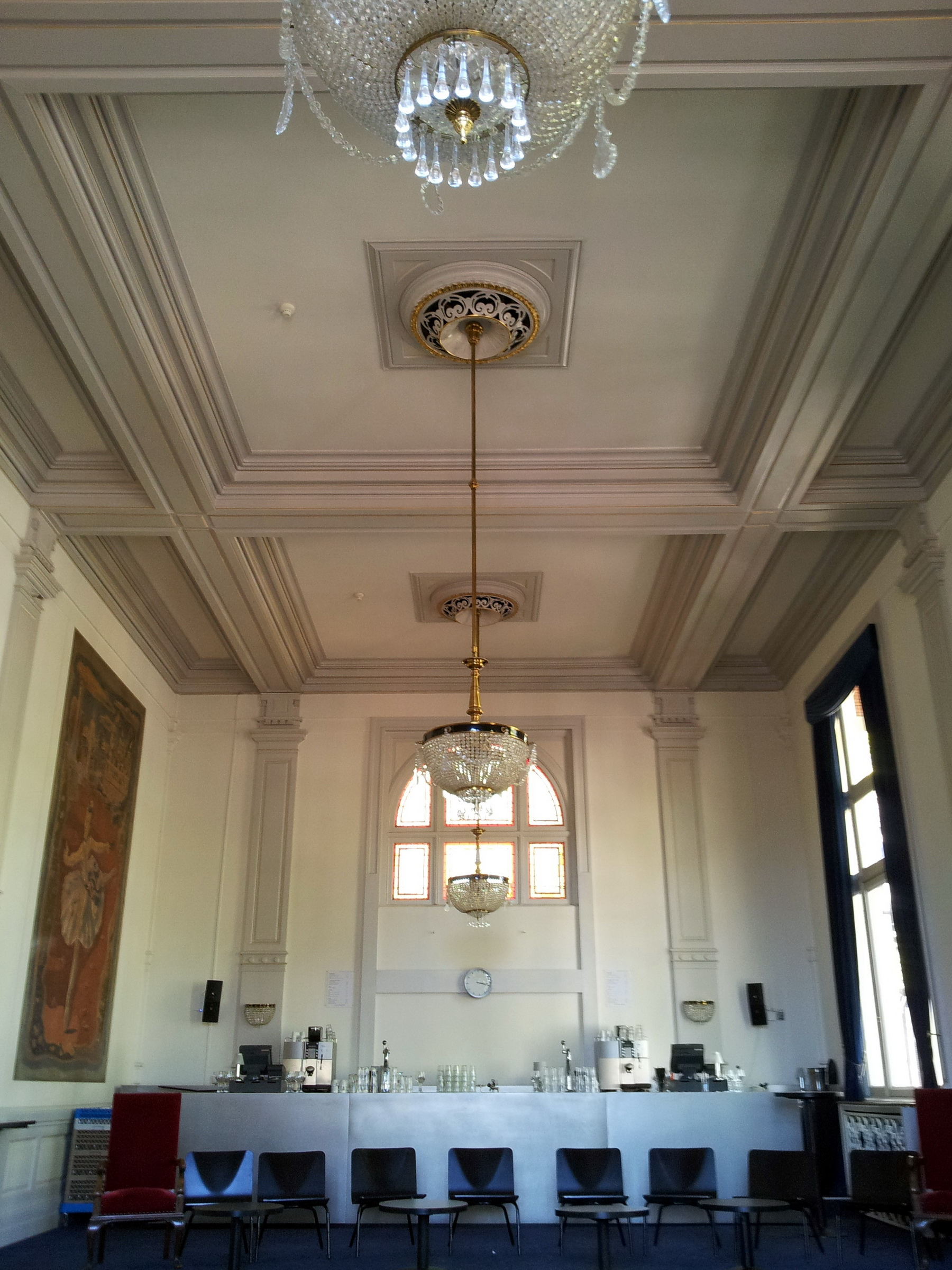
Pleinfoyer
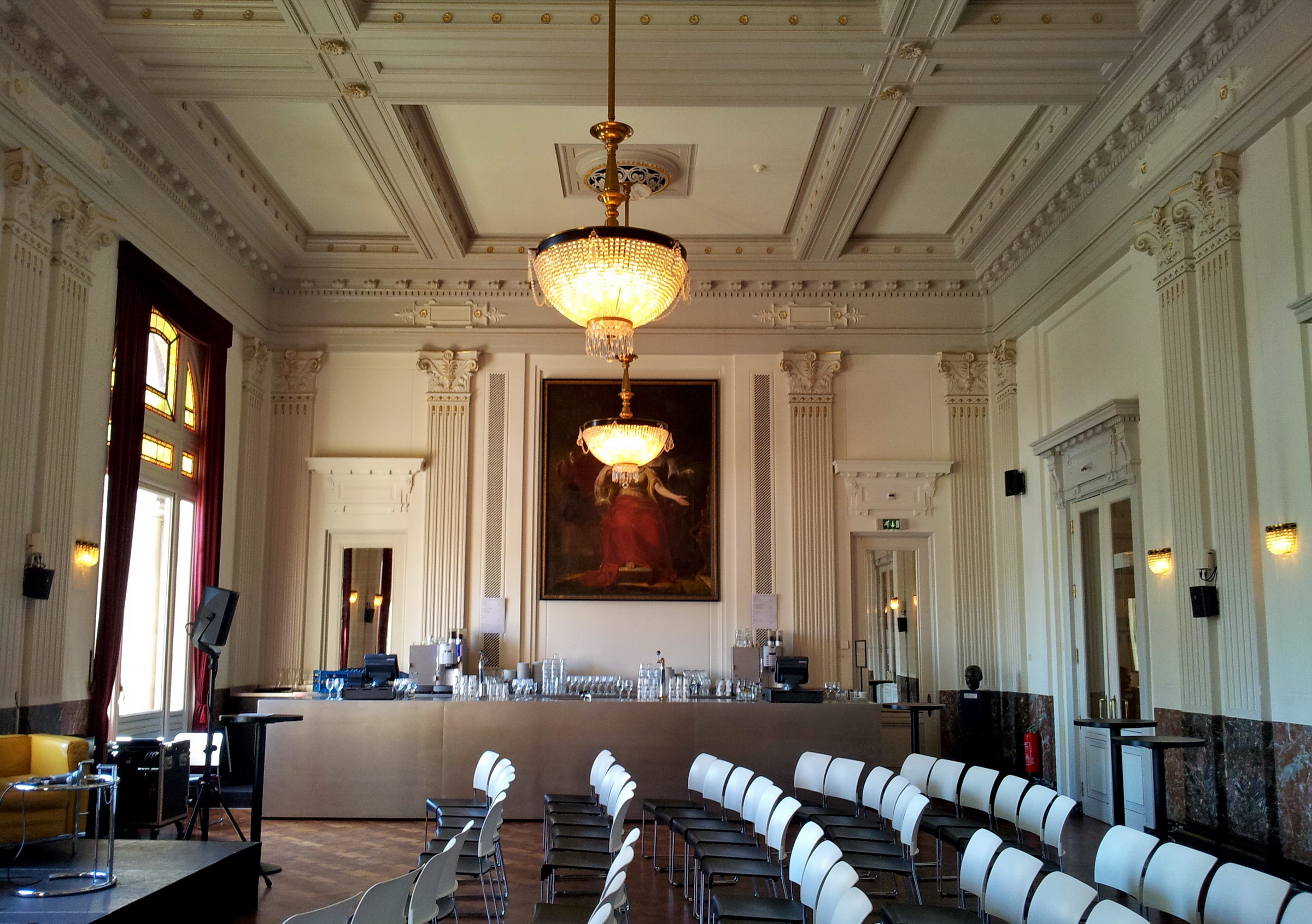
Koninklijke Foyer
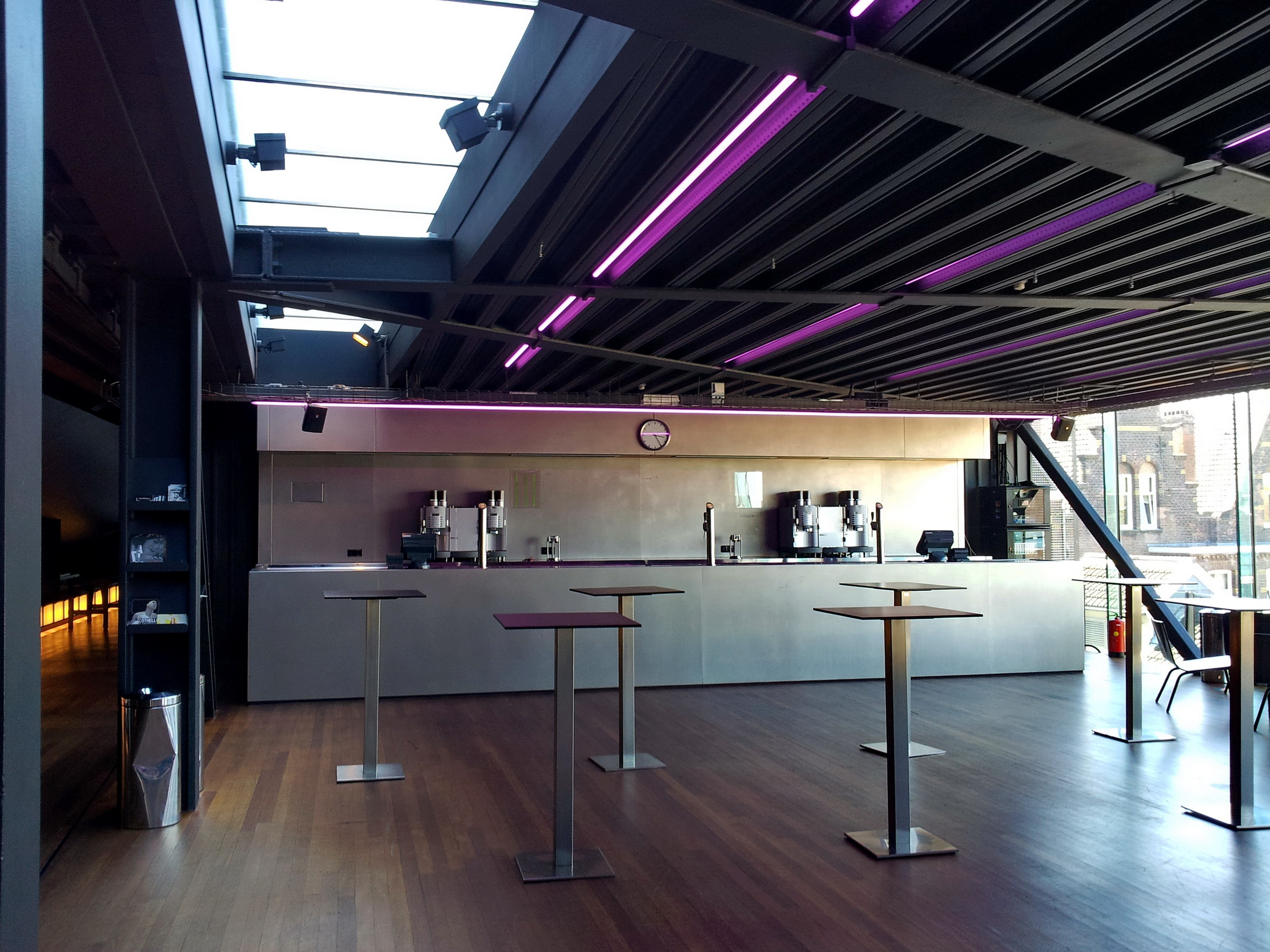
Nieuwe Foyer

#### Trappartijen, bordessen en gangen
De Stadsschouwburg telt enkele monumentale trappartijen. Aan de zuidzijde verbindt een dubbele trap de voormalige koninklijke entree met het Marnixbordes op de tweede etage. Deze trap is tegenwoordig om logistieke redenen grotendeels buiten gebruik. Aan de noordzijde ligt een identieke trappartij, die de huidige hoofdingang verbindt met het Gijsbrechtsbordes. De vide bij het Gijsbrechtbordes geeft toegang tot de Rabozaal, waarvoor in 2009 een nieuwe doorgang werd gemaakt. Een derde trappartij bevindt zich aan de noordoostzijde van het gebouw bij de vroegere hoofdingang (thans restaurant). Deze trap is minder luxe uitgevoerd en voerde vroeger rechtstreeks naar de goedkopere plaatsen op het tweede en derde balkon. Tussen het eerste en tweede balkon bestond vroeger geen verbinding; men moest van het tweede en derde balkon eerst naar beneden om via een andere trap naar de zaal en het eerste balkon te kunnen.

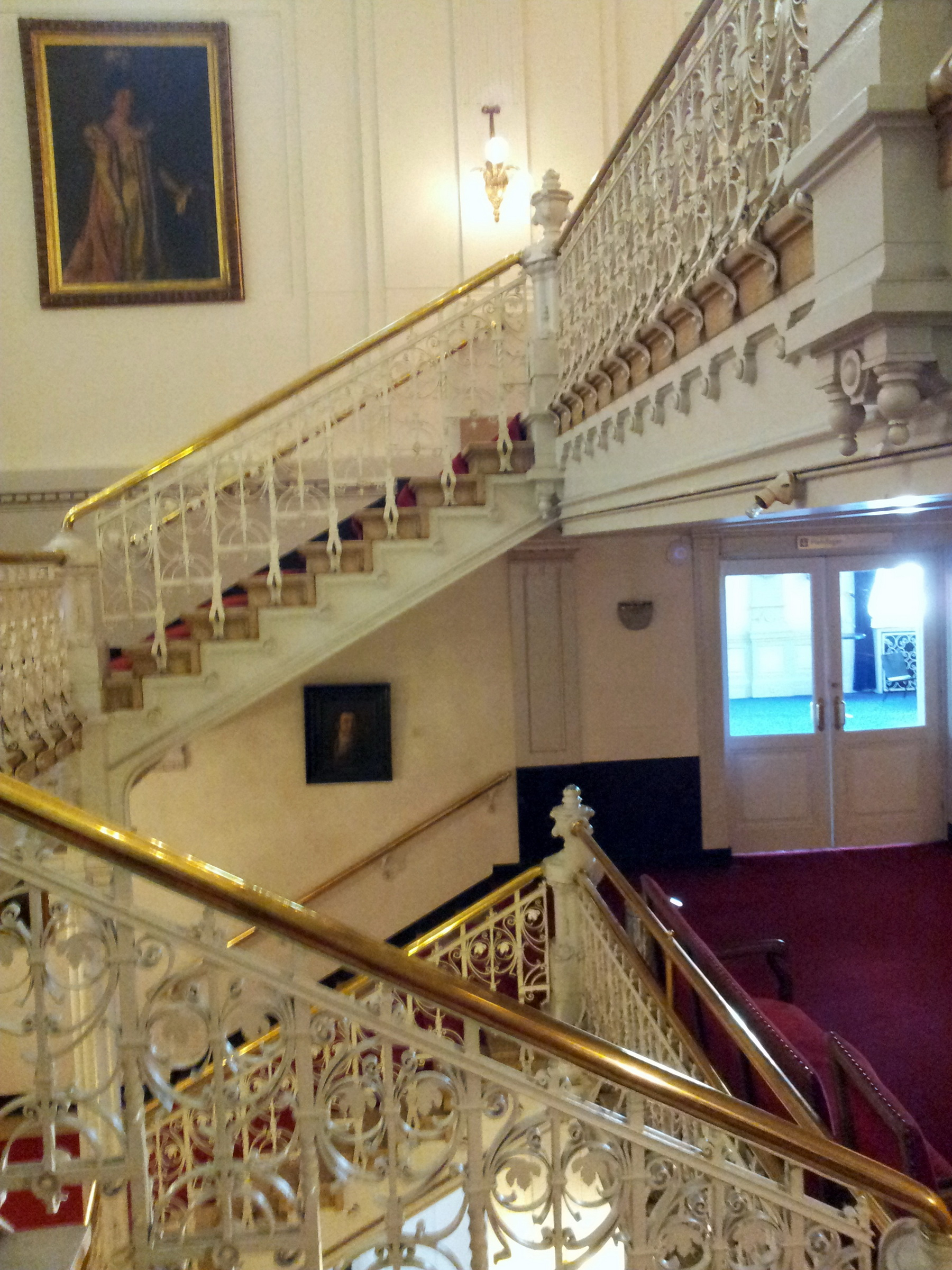
Trappartij Gijsbrechtzijde
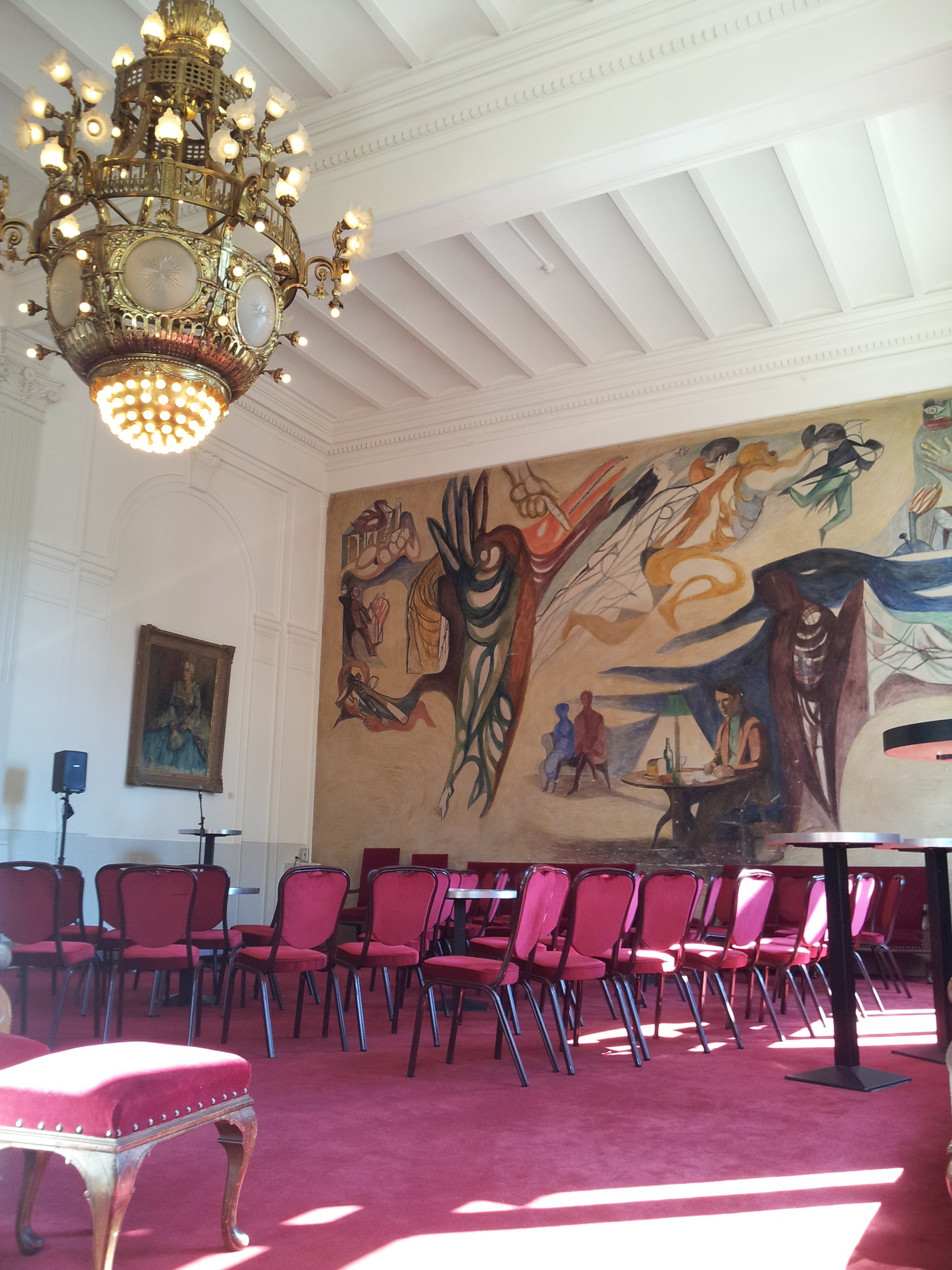
Bordes Marnixzijde
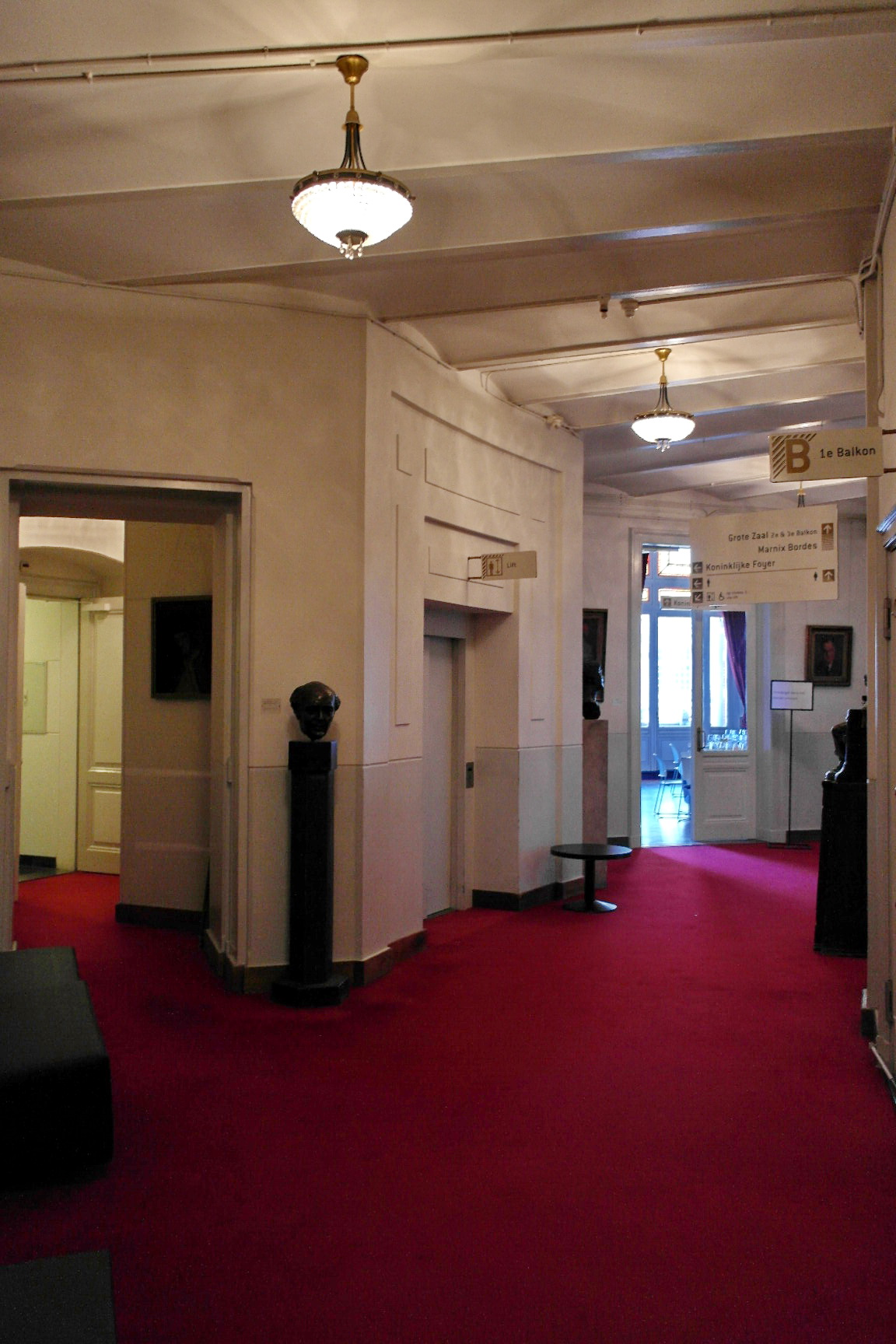
Gang 2e etage met lift
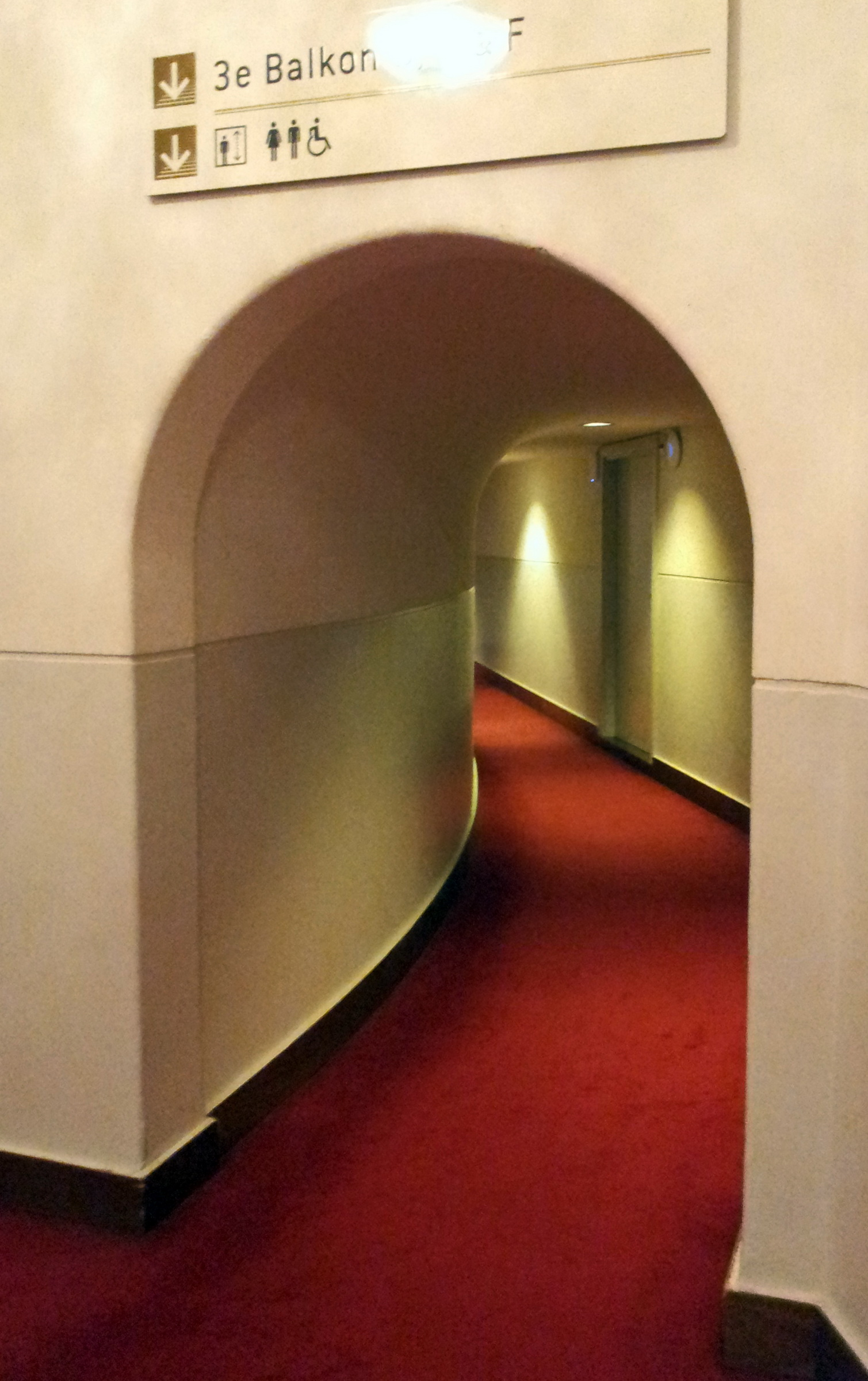
4e etage, onder het schellinkje

#### Kunstwerken, beelden- en schilderijencollectie

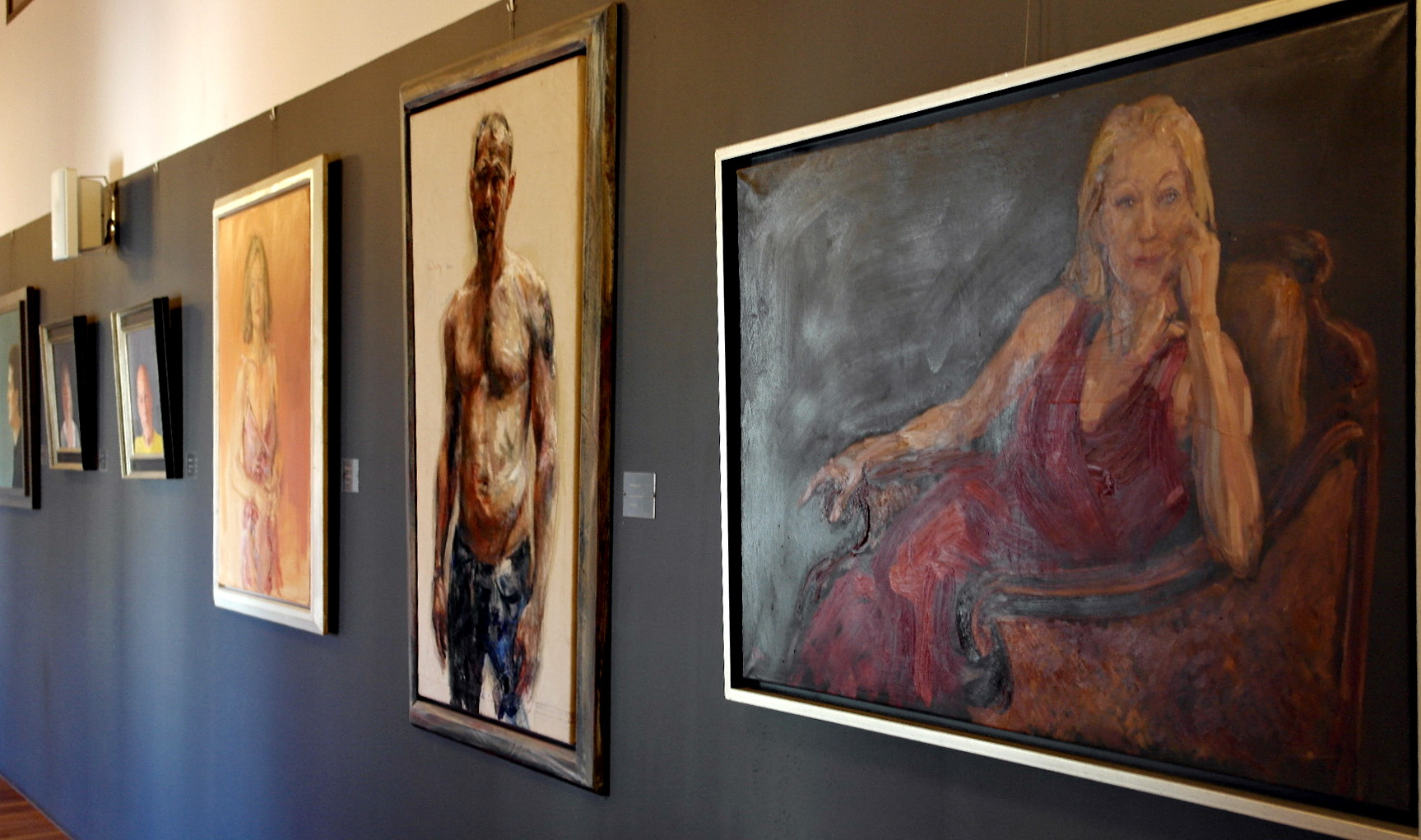
Louis en Theo d'Or-winnaars in de gang naar de Rabozaal

Het plafond van de Grote Zaal had oorspronkelijk een beschildering door Pierre Devis (1846-1919) en Armand Lynen (1849-1932), de decorateurs van de Koninklijke Muntschouwburg. Ook aan de decoraties van de balkons werkten Belgen mee, onder wie de gevierde schilder-decorateur Albert Dubosq (1863-1940). In de Pleinfoyer schilderde Gerard Hordijk (1899-1958) in 1939 figuren uit de commedia dell'arte op een muur. Van Antoon Molkenboer (1872-1960) is het Gijsbrecht van Aemstel-mozaïek uit 1945-48, dat oorspronkelijk bedoeld was voor het nieuw te bouwen stadhuis van Amsterdam, maar in 1953 geplaatst werd op het Gijsbrechtbordes. De wandschilderingen uit de jaren 1950 in het zuidelijk trappenhuis zijn van een collectief van vier schilders: Jan Peeters (1912-1992), Lex Horn (1916-1968), Jan Groenestein (1919-1971) en Anton Rovers (1921-2003).
In de gangen en trappenhuizen van de schouwburg hangt een grote collectie geschilderde portretten van acteurs en actrices. Daarnaast staan her en der verspreid in het monumentale gebouw diverse portretbustes. Sommige portretten hebben een iconische status zoals dat van Louis Bouwmeester als Shylock in De koopman van Venetië, het portret van Esther de Boer-van Rijk als Kniertje in Op hoop van zegen en de markante bronzen koppen van Herman Heijermans, Ko van Dijk en Simon Carmiggelt. Van Johanna Cornelia Ziesenis-Wattier (1762-1827), volgens Napoleon "de grootste tragédienne van Europa", bezit de schouwburg twee identieke portretten. In de gang tussen het oude gebouw en de Rabozaal hangen portretten van winnaars van Louis en Theo d'Ors. Ook hangt er sinds 2011 een portret van een hond, Ilja (1981–1996), een van de zes herdershonden die in 1986 de voorstelling Going to the Dogs van Wim T. Schippers "speelden".

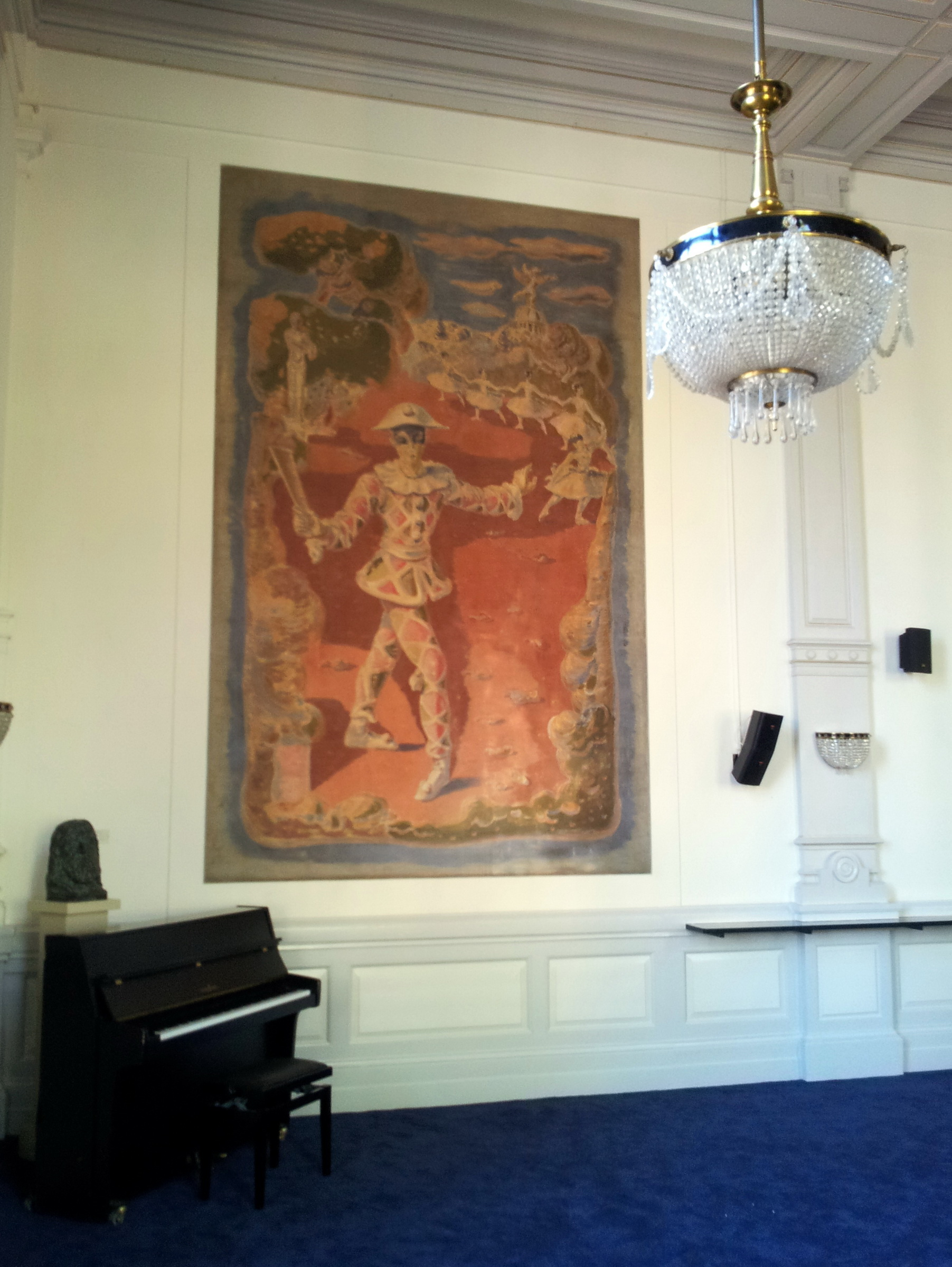
Muurschildering Pleinfoyer
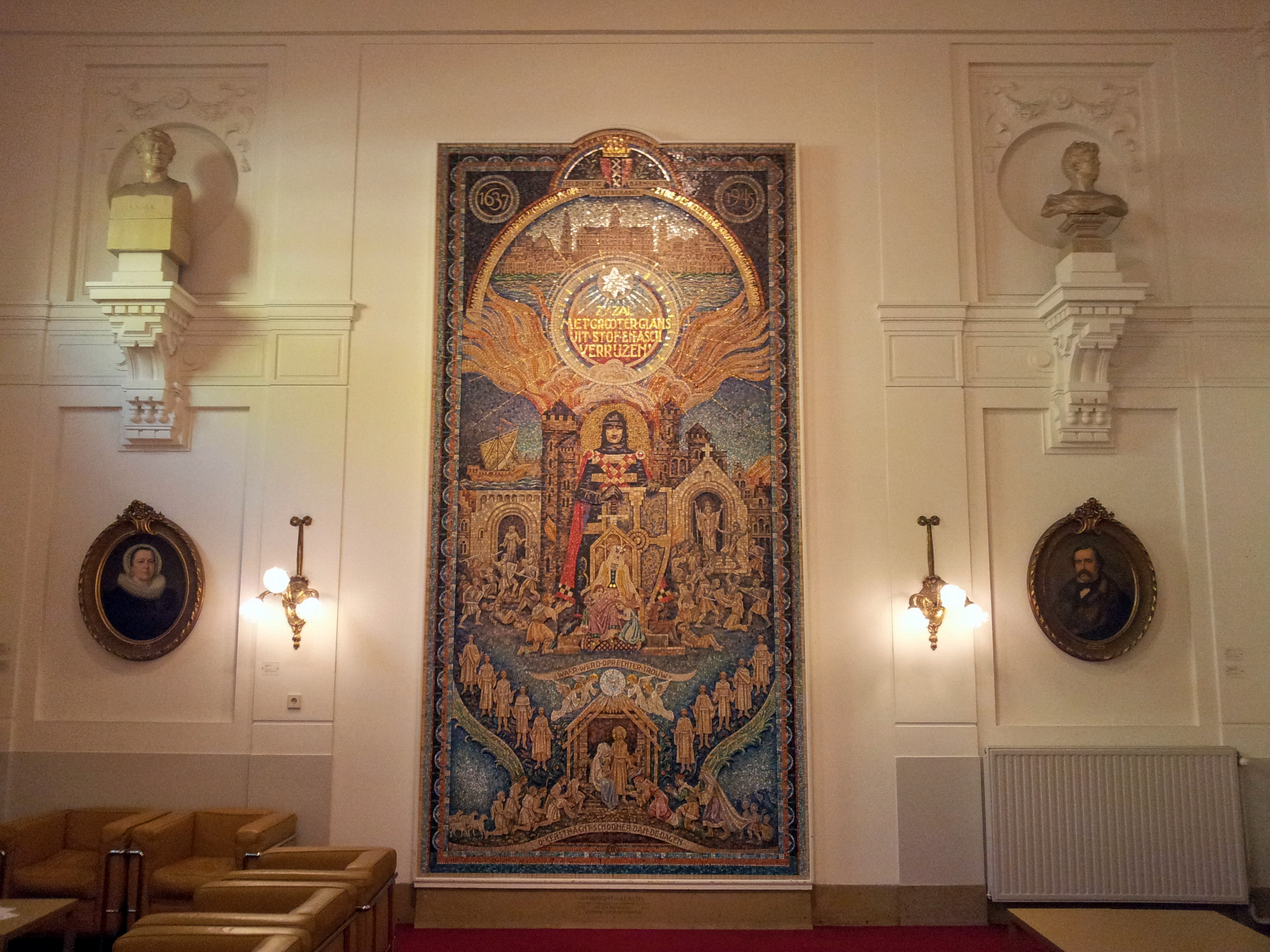
Gijsbrechtbordes met mozaïek
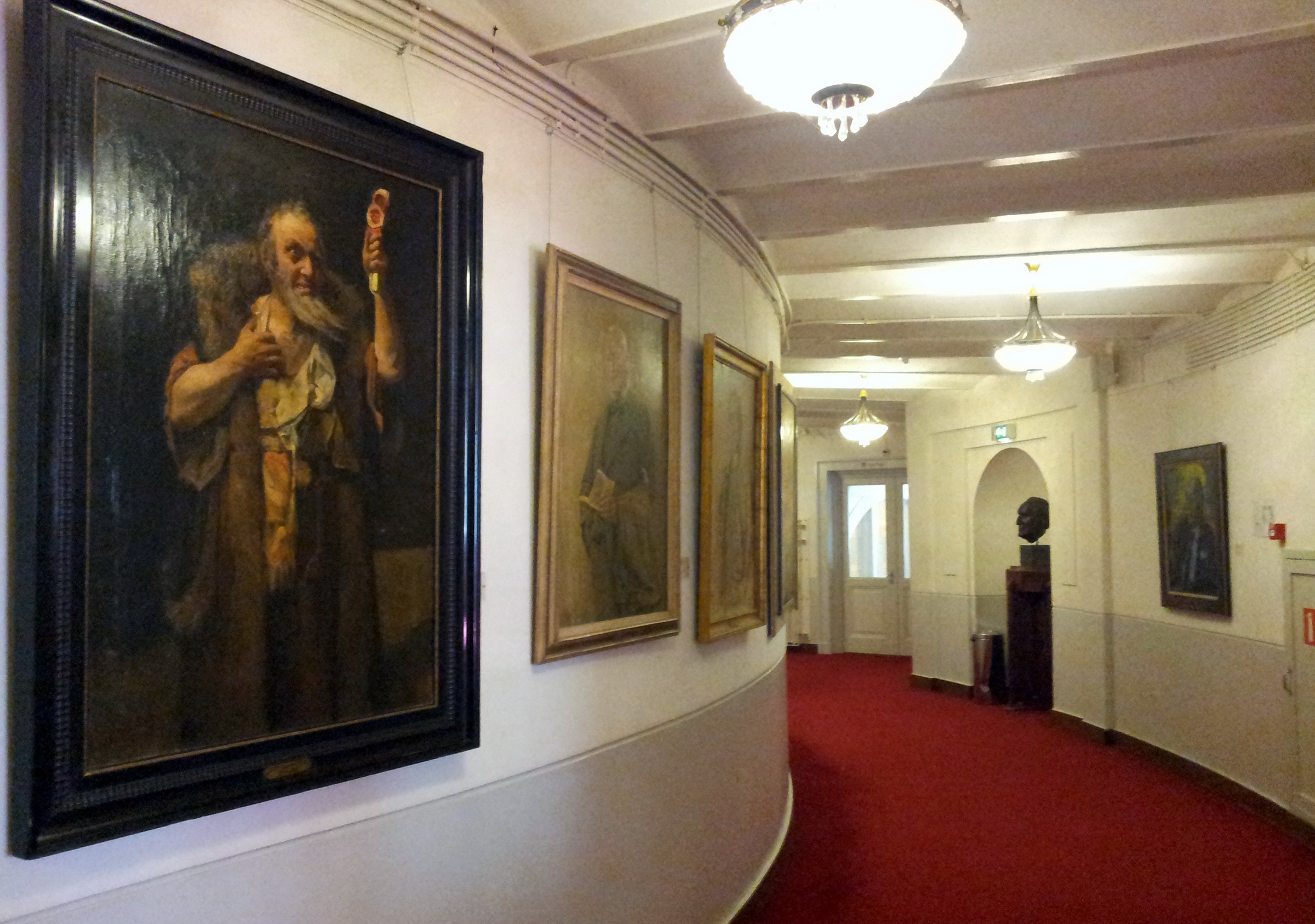
Portrettengalerij zaalniveau (op de voorgrond: Louis Bouwmeester als Shylock)
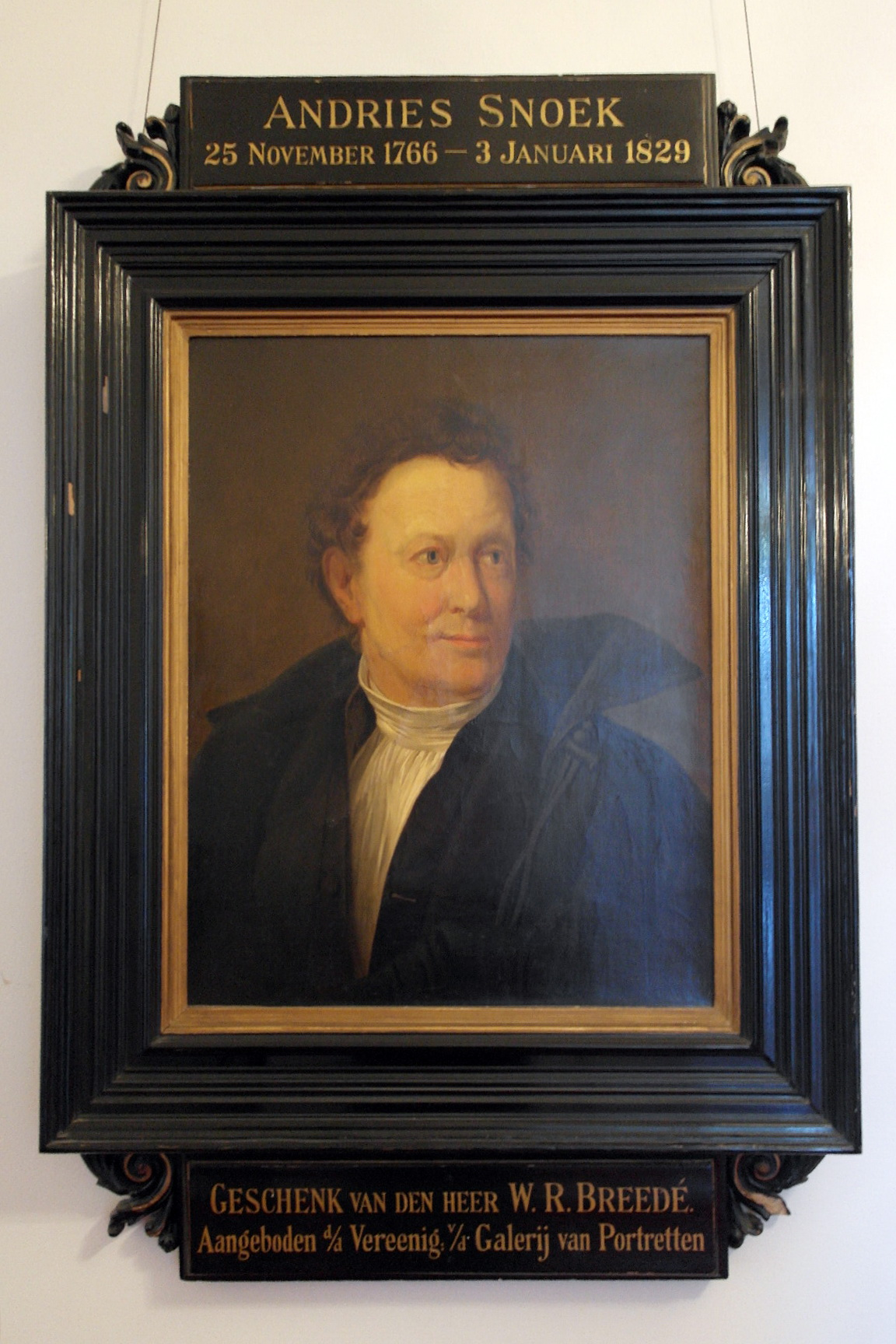
Andries Snoek (1766-1829)

## Programmering

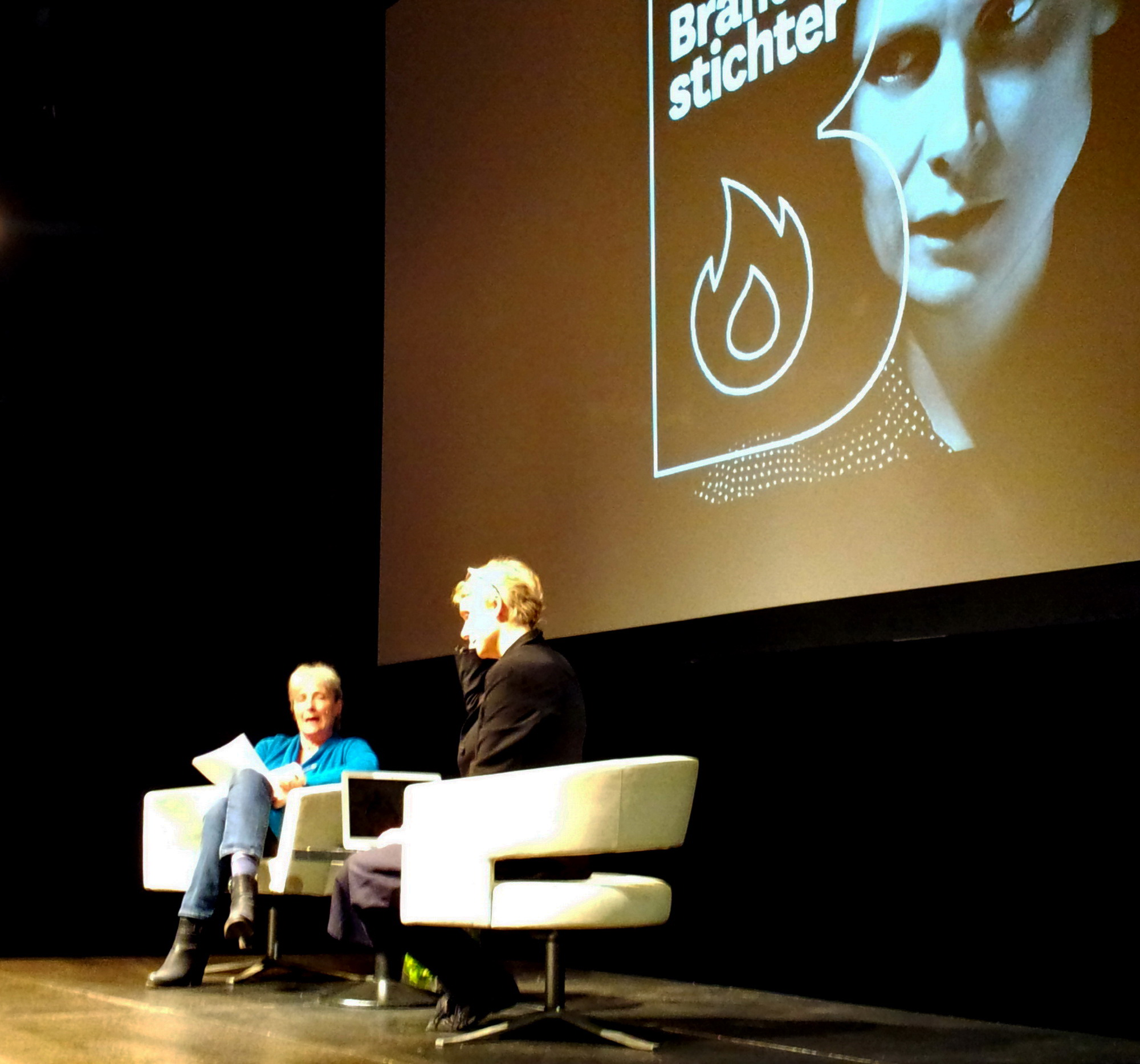
'Brandstichter 2015', Katie Mitchell op het podium van de Grote Zaal in een interview met Clairy Polak

Sinds circa 2010 profileert de schouwburg zich steeds meer als het belangrijkste toneelpodium van Nederland. Behalve de premières van huisgezelschap ITA ensemble, spelen ook de andere grote gezelschappen hun grotezaalvoorstellingen in de schouwburg. In september, aan het begin van het theaterseizoen, vindt in dit theater (en op tal van andere locaties) het Theaterfestival plaats, waarin geselecteerde voorstellingen uit het voorafgaande seizoen worden herhaald en diverse toneelprijzen worden uitgereikt.
Daarnaast neemt de internationale programmering met toonaangevende buitenlandse toneelgezelschappen in belang toe. Bij het festival Brandhaarden/Brandstichter kon het Nederlandse publiek kennismaken met onder andere de Münchner Kammerspiele en de Berlijnse Volksbühne en de regisseurs Alvis Hermanis en Katie Mitchell. In 2016 was het Deutsches Schauspielhaus uit Hamburg met een reeks voorstellingen te gast, in 2017 Rimini Protokoll en in 2019 de Zwitserse theatermaker Milo Rau. Ook tijdens het Holland Festival, waarbij de schouwburg als centrale festivalkassa fungeert, zijn in beide zalen vernieuwende theaterproducties uit binnen- en buitenland te zien.
Naast toneel programmeert de Stadsschouwburg/Internationaal Theater Amsterdam regelmatig moderne dans, waarin alle bekende binnen- en buitenlandse dansgezelschappen aan bod komen. In de maand juli vindt het internationale dansfestival Julidans plaats in de schouwburg en andere theaters rond het Leidseplein.
Toen Melle Daamen in 2001 als directeur aantrad, werd een nieuw programma-onderdeel opgezet: 'Expanding Theatre', een reeks programma's waarmee de schouwburg aansluiting zoekt bij de actualiteit. Daaronder vallen o.a. verkiezingsavonden of -ontbijten, de Amsterdammer van het Jaar, het Gala van de Wetenschap, de OPZIJ Top 100, kunstdebatten en designconferenties. De begroeting van Sinterklaas na de intocht, de huldiging van Ajax na een belangrijke overwinning en het Boekenbal vinden sinds jaar en dag plaats in de Stadsschouwburg. Daarnaast houdt Amsterdam UMC er sinds 2000 jaarlijks in mei de Anna Reynvaan Lezing. De SSBA Salon en Urban Myth organiseren geëngageerde en cross-over events en voorstellingen voor een jong en/of divers publiek. In het verlengde daarvan ligt de samenwerking met Platform Zina (met o.a. Adelheid Roosen en Nazmiye Oral), waarbij bewoners van zogenaamde achterstandswijken bij het theater worden betrokken. De Stadsschouwburg/Internationaal Theater Amsterdam heeft een uitgebreid educatieprogramma, waarbij jaarlijks enkele honderden scholen op bezoek komen.